# Geschichte der U-Boot-Klasse T (Royal Navy)
Die T-Klasse war eine U-Boot-Klasse der britischen Marine im Zweiten Weltkrieg. Das letzte Boot der Klasse wurde 1975 in Israel außer Dienst gestellt.

## 1936–1938
Zu Beginn der 1930er Jahre beschloss die Royal Navy den Bau einer neuen Klasse von U-Booten mittlerer Größe. Der Prototyp HMS Triton wurde 1936 auf Kiel gelegt und 1938 in Dienst gestellt. Bis Ende 1938 wurden 13 weitere Boote des gegenüber dem Prototyp etwas verkleinerten ersten Bauloses aufgelegt.
| Datum              | Bemerkung                                                                                       |
| ------------------ | ----------------------------------------------------------------------------------------------- |
| 28. August 1936    | Der Prototyp Triton (N15) wird bei Vickers-Armstrong in Barrow-in-Furness auf Kiel gelegt.      |
| 21. Dezember 1936  | Thetis (N25, später Thunderbolt) wird bei Cammell Laird in Birkenhead auf Kiel gelegt.          |
| 12. Januar 1937    | Trident (N52) wird bei Cammell Laird in Birkenhead auf Kiel gelegt.                             |
| 3. März 1937       | Tribune (N76) wird bei Scott’s Shipbuilding & Engineering Co. in Greenock auf Kiel gelegt.      |
| 19. März 1937      | Triumph (N18) wird bei Vickers-Armstrong in Barrow-in-Furness auf Kiel gelegt.                  |
| 5. Oktober 1937    | Tarpon (N17) wird bei Scott’s Shipbuilding & Engineering Co. in Greenock auf Kiel gelegt.       |
| 5. Oktober 1937    | Triton läuft vom Stapel.                                                                        |
| 18. November 1937  | Taku (N38) wird bei Cammell Laird in Birkenhead auf Kiel gelegt.                                |
| 7. Dezember 1937   | Thistle (N24) wird bei Vickers-Armstrong in Barrow-in-Furness auf Kiel gelegt.                  |
| 16. Februar 1938   | Triumph läuft vom Stapel.                                                                       |
| 24. März 1938      | Triad (N53) und Truant (N68) werden bei Vickers-Armstrong in Barrow-in-Furness auf Kiel gelegt. |
| 11. Mai 1938       | Tigris (N63) wird auf der Chatham Dockyard in Chatham auf Kiel gelegt.                          |
| 13. Juni 1938      | Tuna (N94) wird bei Scott’s Shipbuilding & Engineering Co. in Greenock auf Kiel gelegt.         |
| 29. Juni 1938      | Thetis läuft vom Stapel.                                                                        |
| 24. August 1938    | Tetrarch (N77) wird bei Vickers-Armstrong in Barrow-in-Furness auf Kiel gelegt.                 |
| 27. September 1938 | Talisman (N78) wird bei Cammell Laird in Birkenhead auf Kiel gelegt.                            |
| 25. Oktober 1938   | Thistle läuft vom Stapel.                                                                       |
| 9. November 1938   | Die Royal Navy stellt Triton in Dienst.                                                         |
| 21. November 1938  | Torbay (N79) wird auf der Chatham Dockyard auf Kiel gelegt.                                     |
| 7. Dezember 1938   | Trident läuft vom Stapel.                                                                       |
| 18. Dezember 1938  | Tribune (N76) läuft vom Stapel.                                                                 |

## 1939
Bei Kriegseintritt Großbritanniens am 3. September 1939 stehen der Royal Navy lediglich drei in Dienst gestellte Einheiten der Klasse zur Verfügung. Bis zum Ende des Jahres werden zwei weitere Einheiten in Dienst gestellt und das erste Boot des zweiten Bauloses auf Kiel gelegt. Die vorhandenen U-Boote werden in der Nordsee zu Aufklärungszwecken eingesetzt. In den folgenden Monaten des sogenannten Sitzkrieges wurden keine nennenswerten Kampferfolge erzielt.
| Datum              | Bemerkung |
| ------------------ | --- |
| 2. Mai 1939        | Die Royal Navy stellt HMS Triumph in Dienst. |
| 5. Mai 1939        | HMS Triad und HMS Truant laufen vom Stapel. |
| 20. Mai 1939       | HMS Taku läuft vom Stapel. |
| 1. Juni 1939       | HMS Thetis sinkt bei einer Erprobungsfahrt in der Mündung des Mersey. Lediglich vier Mann überleben den Unfall, 99 finden den Tod. Das Boot wird später gehoben und unter dem Namen HMS Thunderbolt in Dienst gestellt. |
| 4. Juli 1939       | Die Royal Navy stellt HMS Thistle in Dienst. |
| 10. September 1939 | HMS Triton torpediert und versenkt 28 Seemeilen südsüdwestlich von Stavanger (Norwegen) bei 58° 30′ N, 5° 30′ O versehentlich das britische U-Boot HMS Oxley. Die Triton kann lediglich zwei Überlebende retten.        |
| 16. September 1939 | Die Royal Navy stellt HMS Triad in Dienst. |
| 1. Oktober 1939    | Die Royal Navy stellt HMS Trident in Dienst. |
| 17. Oktober 1939   | - HMS Tarpon läuft vom Stapel. - Die Royal Navy stellt HMS Tribune in Dienst. |
| 31. Oktober 1939   | - HMS Tigris läuft vom Stapel. - Die Royal Navy stellt HMS Truant in Dienst. |
| 14. November 1939  | - HMS Tetrarch läuft vom Stapel. - Thrasher (N37) wird bei Cammell Laird in Birkenhead auf Kiel gelegt. |
| 26. Dezember 1939  | HMS Triumph läuft in der Nordsee bei 56° 44′ N, 5° 0′ O auf eine deutsche Seemine und wird schwer beschädigt. Die Schäden wurden auf der Chatham Dockyard bis zum 27. September 1940 repariert.                         |

## 1940
Im Jahr 1940 werden sechs neue Boote des zweiten Bauloses aufgelegt und sechs Vorkriegsbauten des ersten Bauloses in Dienst gestellt. Am 9. April dehnt das Deutsche Reich mit dem Unternehmen Weserübung den Krieg auf Skandinavien aus. Da die deutsche Landungsoperation von den britischen Kräften erwartet wird, ist auch ein Großteil der T-Klasse-U-Boote im Anmarschgebiet der Invasionsflotte stationiert. Es kommt zu mehreren Kampferfolgen, aber auch zu den ersten beiden Verlusten. Dem deutschen Westfeldzug folgen der italienische Kriegseintritt und die französische Niederlage im Sommer, wonach sich das Einsatzgebiet der britischen U-Boote in die Biscaya und das östliche und zentrale Mittelmeer erweitert. Im Herbst werden zwei weitere Boote im Mittelmeer von der italienischen Marine versenkt.
| Datum              | Bemerkung |
| ------------------ | --- |
| 3. Januar 1940     | Die Royal Navy stellt HMS Taku in Dienst. |
| 6. Januar 1940     | Tempest (N86) wird bei Cammell Laird in Birkenhead auf Kiel gelegt. |
| 17. Januar 1940    | - Traveller (N48) wird bei Scott’s Shipbuilding & Engineering Co. in Greenock auf Kiel gelegt. - HMS Tribune greift im Skagerrak bei 57° 50′ N, 11° 0′ O ein unidentifiziertes deutsches U-Boot mit sechs Torpedos erfolglos an. |
| 29. Januar 1940    | HMS Talisman läuft vom Stapel. |
| 15. Februar 1940   | Die Royal Navy stellt HMS Tetrarch in Dienst. |
| 28. Februar 1940   | HMS Triton versucht vor Kristiansand (Norwegen) den Blockadebrecher Wangoni (7848 BRT) aufzubringen. Das deutsche Schiff kann entkommen und die Seeblockade durchbrechen. |
| 8. März 1940       | Die Royal Navy stellt HMS Tarpon in Dienst. |
| 15. März 1940      | HMS Trusty (N45) und Turbulent (N98) werden bei Vickers-Armstrong in Barrow-in-Furness auf Kiel gelegt. |
| 25. März 1940      | HMS Truant torpediert und versenkt vor Jütland bei 56° 42′ N, 8° 4′ O den deutschen Frachtdampfer Edmund Hugo Stinnes 4 (2189 BRT). |
| 8. April 1940      | - HMS Trident torpediert und versenkt südlich des Oslofjordes bei 58° 57′ N, 10° 25′ O den deutschen Tanker Stedingen (8036 BRT, ex Posidonia). - HMS Triton greift vor Skagen (Dänemark) die deutschen Kreuzer Emden, Lützow und Blücher erfolglos mit insgesamt zehn Torpedos an. |
| 9. April 1940      | - HMS Thistle greift südwestlich von Stavanger bei 59° 0′ N, 5° 10′ O das deutsche U-Boot U 4 erfolglos mit einem Fächer aus vier Torpedos an. - HMS Truant torpediert und beschädigt vor Kristiansand bei 57° 55′ N, 8° 14′ O den deutschen leichten Kreuzer Karlsruhe (6750 ts). Der schwer beschädigte Kreuzer wird drei Stunden nach dem Angriff von dem deutschen Torpedoboot Greif versenkt. - HMS Torbay läuft vom Stapel. |
| 10. April 1940     | - HMS Thistle (N24) wird 20 Seemeilen westlich von Stavanger bei 59° 0′ N, 5° 0′ O von dem deutschen U-Boot U 4 versenkt. Das war der erste Verlust eines T-Klasse-U-Bootes. Es gab keine Überlebenden. - HMS Trident greift südsüdöstlich des Oslofjordes bei 58° 36′ N, 10° 58′ O das deutsche Frachtschiff Eandsbek (2388 BRT) erfolglos mit zwei Torpedos an. - HMS Triton torpediert und versenkt im Kattegat bei 57° 27′ N, 10° 46′ O die deutschen Transportschiffe Friedenau (5219 BRT) und Wigbert (3648 BRT) und bei 57° 50′ N, 11° 22′ O das deutsche Hilfs-Patrouillenboot V1507/Rau 6 (356 BRT). |
| 11. April 1940     | HMS Triad torpediert und versenkt im Skagerrak südlich des Oslofjordes bei 58° 30′ N, 10° 35′ O den deutschen Truppentransporter Ionia (3102 BRT). |
| 17. April 1940     | Taku greift irrtümlich den britischen Zerstörer Ashanti mit vier Torpedos an, die diesen aber verfehlen. |
| 19. April 1940     | HMS Triad greift südlich des Oslofjordes bei 58° 18′ N, 10° 48′ O das deutsche Depotschiff Tsingtau erfolglos mit vier Torpedos an. |
| 22. April 1940     | HMS Tarpon (N17) wird als vermisst erklärt. Möglicherweise wurde sie am 14. April 1940 von dem deutschen Minensucher M 6 mit Wasserbomben versenkt. Eine weitere Erklärung ist, dass sie am 10. April 1940 westlich von Jütland bei 56° 43′ N, 6° 33′ O von der deutschen U-Boot-Falle Schiff 40/Schürbek versenkt wurde. |
| 23. April 1940     | HMS Tetrarch torpediert und versenkt im Skagerrak bei 58° 21′ N, 10° 24′ O den deutschen U-Jäger UJ B/Treff V (330 BRT). |
| 25. April 1940     | HMS Trident greift 30 Seemeilen südwestlich von Lindesnes bei 57° 30′ N, 6° 10′ O die beiden deutschen Transporter Palime (2863 BRT) und Pelikan (3464 BRT) mit jeweils einem Torpedo an. Beide Torpedos verfehlen ihre Ziele. |
| 2. Mai 1940        | HMS Trident greift vor dem Björn-Fjord das deutsche Transportschiff Cläre Hugo Stinnes 1 (5295 BRT) mit Bordartillerie und Torpedos an. Das Schiff wird beschädigt. |
| 7. Mai 1940        | Trooper (N91) wird bei Scott’s Shipbuilding & Engineering Co. in Greenock auf Kiel gelegt. |
| 8. Mai 1940        | HMS Taku greift östlich von Dänemark bei 56° 45′ N, 6° 12′ O einen deutschen Geleitzug mit zehn Torpedos an. Das deutsche Torpedoboot Möwe (900 ts) wird beschädigt. Deutsche Geleitfahrzeuge greifen das U-Boot anschließend zehn Stunden lang mit Wasserbomben an. |
| 10. Mai 1940       | HMS Tuna läuft vom Stapel. |
| 20. Mai 1940       | HMS Tetrarch bringt in der Nordsee bei 56° 59′ N, 6° 58′ O das dänische Fischfangfahrzeug Emmanuel auf. Die Prise wird nach Leith verbracht. Am selben Tag wird bei 56° 55′ N, 6° 50′ O das dänische Fischfangfahrzeug Terieven mit Sprengkapseln versenkt. |
| 23. Mai 1940       | HMS Truant greift vor Breidsundet bei 71° 3′ N, 24° 26′ O den britischen Frachter Alster (8514 BRT) erfolglos mit zwei Torpedos an. Die deutsche Alster geriet am 10. April 1940 im Vestfjord in britische Hand, als sie von dem Zerstörer HMS Icarus aufgebracht wurde. |
| 16. Juni 1940      | HMS Tetrarch torpediert und versenkt südwestlich von Lista (Norwegen) bei 58° 12′ N, 6° 13′ O den deutschen Tanker Samland (5978 BRT). |
| 20. Juni 1940      | - Thorn (N11) wird bei Cammell Laird in Birkenhead auf Kiel gelegt. - Die Royal Navy stellt HMS Tigris in Dienst. |
| 22. Juni 1940      | HMS Tribune greift vor Standlandet (Norwegen) einen großen deutschen Transporter (7000 BRT) erfolglos mit Torpedos an. |
| 23. Juni 1940      | HMS Trident greift vor Frohavet bei 64° 21′ N, 9° 12′ O den deutschen Transporter Dithmarschen (10816 BRT) erfolglos mit vier Torpedos an. |
| 29. Juni 1940      | Die Royal Navy stellt HMS Talisman Dienst. |
| 1. August 1940     | Die Royal Navy stellt HMS Tuna in Dienst. |
| 1. September 1940  | - HMS Tigris versenkt in der Biskaya nahe Brest das französische Fischfangfahrzeug Sancte Michael (168 BRT) mit Bordartillerie. - HMS Tuna greift 175 Seemeilen östlich von Dundee bei 56° 9′ N, 2° 15′ O ein als U-Boot identifiziertes Ziel erfolglos mit sechs Torpedos an. |
| 2. September 1940  | HMS Tigris greift in der Biskaya 30 Seemeilen südwestlich von Lorient bei 47° 29′ N, 4° 4′ W das deutsche U-Boot U 58 erfolglos mit Torpedos an. |
| 3. September 1940  | HMS Truant fängt den deutschen Frachter Tropic Sea (5781 BRT) ab. Das ehemalige norwegische Schiff war am 18. Juni 1940 von dem deutschen Handelsstörkreuzer Orion im Südpazifik aufgebracht worden und wurde von der deutschen Prisenbesatzung angesichts des britischen U-Bootes 235 Seemeilen nordwestlich von Kap Finisterre bei 46° 30′ N, 11° 30′ W selbstversenkt. |
| 6. September 1940  | HMS Tribune greift 15 Seemeilen nord-östlich von St. Kilda bei 57° 58′ N, 8° 13′ W ein deutsches U-Boot erfolglos an. Es handelt sich mit hoher Wahrscheinlichkeit um U 56. |
| 22. September 1940 | - HMS Truant torpediert und versenkt vier Seemeilen südöstlich der italienischen Insel Ischia das italienische Frachtschiff Providenza (8459 BRT). - HMS Tuna torpediert und versenkt vor der Gironde (Frankreich) 15 Seemeilen südwestlich von Soulac-sur-Mer bei 45° 19′ N, 1° 20′ W den deutschen Transporter Tirranna (7230 BRT). Das ehemalige norwegische Schiff war am 10. Juni 1940 von dem deutschen Handelsstörkreuzer Atlantis 675 Seemeilen ostsüdöstlich von Mauritius aufgebracht worden |
| 24. September 1940 | HMS Tuna torpediert und versenkt 35 Seemeilen südwestlich von Saint-Nazaire bei 47° 1′ N, 3° 2′ W den deutschen Seeflugzeugtender Ostmark (1281 BRT). |
| 4. Oktober 1940    | HMS Triton torpediert und versenkt 16 Seemeilen nördlich von Kap Noli (nahe Genua) das italienische Frachtschiff Franca Fassio (1858 BRT). |
| 5. Oktober 1940    | HMS Tigris greift in der Biskaya erfolglos ein U-Boot an. Wahrscheinlich handelte es sich um die italienische Otario. |
| 8. Oktober 1940    | - HMS Trident greift 15 Seemeilen südlich von Lorient bei 47° 28′ N, 3° 25′ W das deutsche U-Boot U 31 erfolglos mit Torpedos an. - HMS Triton greift vor Vado Ligure (Italien) den italienischen Frachter Spezia (1825 BRT) erfolglos mit Torpedos an. |
| 9. Oktober 1940    | HMS Triad verlässt die Basis auf Malta zu ihrer letzten Feindfahrt. |
| 15. Oktober 1940   | HMS Triad (N53) wird südlich des Golfs von Tarent bei 38° 16′ N, 17° 37′ O von dem italienischen U-Boot Enrico Toti torpediert und versenkt. Es gibt keine Überlebenden. |
| 16. Oktober 1940   | HMS Tigris versenkt mit Bordartillerie in der Biskaya bei 45° 44′ N, 3° 45′ W das französische Fischfangfahrzeug Cimcour (250 BRT). |
| 26. Oktober 1940   | Die Royal Navy stellt die nach dem Unfall von 1939 gehobene und überholte HMS Thetis mit dem neuen Namen HMS Thunderbolt in Dienst. |
| 2. November 1940   | - HMS Taku trifft in der Biskaya 35 Seemeilen südwestlich von Belle-Île bei 46° 54′ N, 3° 50′ W den deutschen Tanker Gedania (8923 BRT) mit einem Torpedo, der aber nicht explodiert. - HMS Tigris greift vor der Gironde das italienische U-Boot Veniero erfolglos mit zwei Torpedos an. |
| 4. November 1940   | HMS Tetrarch torpediert und versenkt vor Bengasi (Libyen) bei 31° 35′ N, 19° 20′ O den italienischen Frachter Snia Amba (2532 BRT). |
| 12. November 1940  | HMS Tigris versenkt 70 Seemeilen westlich der Mündung der Gironde bei 45° 41′ N, 2° 57′ W das französische Fischfangfahrzeug Charles Edmond (301 BRT) mit dem Deckgeschütz. |
| 25. November 1940  | HMS Talisman bringt in der Biskaya nahe Lorient bei 47° 16′ N, 4° 16′ W das französische Fischfangfahrzeug Le Clipper (40 BRT) auf. Das erbeutete Schiff wird später nach Falmouth gebracht. |
| 28. November 1940  | - HMS Triton (N15) verlässt die Basis auf Malta zu ihrer letzten Feindfahrt. Als Operationsgebiet ist die südliche Adria vorgesehen. Wahrscheinlich ging das U-Boot um den 18. Dezember in der Straße von Otranto verloren. Es gab keine Überlebenden. - HMS Thrasher läuft vom Stapel. |
| 13. Dezember 1940  | HMS Truant torpediert und versenkt südlich Kalabriens bei 37° 58′ N, 16° 15′ O das italienische Frachtschiff Sebastiano Bianchi (1546 BRT). |
| 15. Dezember 1940  | HMS Thunderbolt torpediert und versenkt südwestlich der Gironde nahe Bordeaux bei 45° 25′ N, 1° 22′ W das italienische U-Boot Capitano Tarantini. |
| 16. Dezember 1940  | - HMS Tribune greift in der Biskaya östlich der Île d’Yeu bei 46° 46′ N, 2° 38′ W das deutsche Tankschiff Karibisches Meer (6973 BRT) erfolglos mit Torpedos an. - HMS Truant torpediert und versenkt östlich von Punta Stilo bei 38° 28′ N, 16° 44′ O den italienischen Tanker Bonzo (8177 BRT). |
| 18. Dezember 1940  | HMS Tuna greift westlich der Gironde das italienische U-Boot Brin erfolglos mit Torpedos und Bordartillerie an. In der folgenden Nacht wird westsüdwestlich der Gironde der französische Schlepper Chassiron (172 BRT) mit dem Deckgeschütz versenkt. |
| 19. Dezember 1940  | HMS Tribune greift westsüdwestlich der Belle-Île bei 47° 2′ N, 4° 14′ W das deutsche Frachtschiff Birkenfels (6322 BRT) erfolglos mit Torpedos an. |
| 27. Dezember 1940  | HMS Trident greift bei Terceira (Azoren) ein verdunkelt fahrendes unidentifiziertes Schiff erfolglos mit fünf Torpedos an. |

## 1941
Im Jahr 1941 werden die ersten elf Einheiten des dritten Bauloses auf Kiel gelegt und sechs Einheiten des ersten und zweiten Bauloses in Dienst gestellt. Dem steht lediglich ein Verlust im Mittelmeer gegenüber, so dass zum Ende des Jahres 15 Einheiten im Dienst der Royal Navy stehen. Neben den Einsätzen in der Nordsee verlegt sich der Einsatzschwerpunkt in das Mittelmeer, wo gegen die Nachschubwege der Achse im Krieg in Nordafrika vorgegangen wird. Infolge des deutsch-italienischen Balkanfeldzuges und der anschließenden Luftlandeschlacht um Kreta im Frühjahr wird auch das östliche Mittelmeer zum Kampfgebiet der britischen U-Boote. Die Basen am Mittelmeer liegen in der britischen Kronkolonie Gibraltar im Westen, in Valletta auf der belagerten Insel Malta im Zentrum und im ägyptischen Alexandria im Osten. Nach dem deutschen Angriff auf die Sowjetunion im Sommer gestattet die UdSSR der Royal Navy die Nutzung sowjetischer Marine-Basen an der Barentssee. Die arktischen Stützpunkte dienen den britischen U-Booten als Sprungbrett für Operationen gegen den deutschen Schiffsverkehr vor Norwegen und zur Absicherung der alliierten Nachschublinien zum ganzjährig eisfreien Hafen von Murmansk in Nordwestrussland.
| Datum              | Bemerkung |
| ------------------ | --- |
| 14. Januar 1941    | Die Royal Navy stellt HMS Torbay in Dienst. |
| 3. Februar 1941    | HMS Truant torpediert und versenkt nordwestlich von Bengasi (Libyen) bei 32° 18′ N, 19° 51′ O das italienische Frachtschiff Multedo (1143 BRT). |
| 4. Februar 1941    | HMS Truant greift nahe Bengasi einen italienischen Geleitzug mit drei Torpedos an. Die Frachtschiffe Utilitas (5310 BRT) und Silvia Tripcovich (2365 BRT) werden verfehlt. |
| 11. Februar 1941   | HMS Truant greift 45 Seemeilen nordnordwestlich von Tripolis (Libyen) bei 33° 32′ N, 12° 56′ O den italienischen Frachter Bainsizza (7933 BRT) erfolglos mit dem Deckgeschütz an. Geleitfahrzeuge zwingen das U-Boot anschließend zum Abtauchen. Etwa zwei Stunden später wiederholt das U-Boot inzwischen 60 Seemeilen nördlich von Tripolis bei 33° 46′ N, 12° 57′ O den Angriff. Diesmal werden drei Torpedos eingesetzt, die ebenfalls nicht treffen. |
| 12. Februar 1941   | HMS Tigris torpediert und versenkt in der Biskaya fünf Seemeilen östlich von Biarritz bei 43° 30′ N, 1° 42′ W das französische Fischfangfahrzeug Rene Camaleyre (243 BRT). |
| 19. Februar 1941   | HMS Tigris torpediert und versenkt vor Bayonne das französische Frachtschiff Jacobsen (523 BRT). Am selben Tag torpediert und versenkt das U-Boot 90 Seemeilen südwestlich der Mündung der Gironde bei 44° 48′ N, 3° 1′ W den französischen Frachter Guilvinec (3273 BRT). |
| 5. März 1941       | HMS Triumph torpediert und versenkt vor Kap dell’ Armi (Kalabrien, Italien) bei 37° 54′ N, 15° 46′ O die italienischen Frachter Marzamemi (958 BRT) und Colomba Lofaro (897 BRT). |
| 14. März 1941      | HMS Trusty läuft vom Stapel. |
| 18. März 1941      | HMS Thorn läuft vom Stapel. |
| 19. März 1941      | HMS Truant greift vor Buerat (Libyen) den italienischen Tanker Labor (510 BRT) erfolglos mit Torpedos an. |
| 2. April 1941      | HMS Tigris torpediert und versenkt 25 Seemeilen westlich der Mündung der Loire den deutschen Tanker Thorn (5486 BRT). |
| 12. April 1941     | HMS Tetrarch torpediert und versenkt 30 Seemeilen nordwestlich von Tripolis (Libyen) bei 33° 29′ N, 13° 1′ O den italienischen Tanker Persiano (2474 BRT). |
| 17. April 1941     | HMS Truant versenkt vor Apollonia (Libyen) den italienischen Hilfs-U-Jäger V 62/Vanna mit dem Deckgeschütz. |
| 21. April 1941     | HMS Truant beschädigt vor Tripolis den italienischen Tanker Prometeo (1080 BRT) mit dem Deckgeschütz. |
| 25. April 1941     | P311 wird bei Vickers-Armstrong in Barrow-in-Furness auf Kiel gelegt. |
| 3. Mai 1941        | HMS Triumph versenkt mit dem Bordgeschütz zehn Seemeilen westlich von Marsa el Brega (Libyen) das italienische Hilfs-Patrouillenboot V136/Tugnin F. (425 BRT). |
| 6. Mai 1941        | - HMS Taku torpediert und versenkt im Tyrrhenischen Meer ungefähr 20 Seemeilen nordnordwestlich von Stromboli bei 39° 11′ N, 15° 5′ O den italienischen Frachter Cagliari (2322 BRT). - HMS Truant torpediert und versenkt drei Seemeilen südöstlich des Leuchtturms von Cavoli (Sardinien) das italienische Fracht- und Passagierschiff Bengasi (1716 BRT). |
| 12. Mai 1941       | HMS Turbulent läuft vom Stapel. |
| 14. Mai 1941       | Die Royal Navy stellt HMS Thrasher in Dienst. |
| 18. Mai 1941       | HMS Tetrarch torpediert und versenkt vor Bengasi bei 31° 55′ N, 19° 55′ O den italienischen Frachter Giovinezza (2362 BRT). |
| 30. Mai 1941       | HMS Triumph beschädigt vor Bengasi den italienischen Hilfskreuzer RAMB III (3667 BRT) mit Torpedos. |
| 1. Juni 1941       | HMS Torbay versenkt mit Bordartillerie in der Doro-Straße ein griechisches Segelschiff. |
| 3. Juni 1941       | HMS Torbay versenkt vor Mytilini ein Segelschiff mit dem Deckgeschütz. |
| 5. Juni 1941       | HMS Triumph versenkt in der Großen Syrte bei 31° 39′ N, 15° 39′ O die italienischen Hilfspatrouillenboote Valoroso (340 BRT), V 190/Frieda (246 BRT) und V 137/Trio Frassinetti (244 BRT) mit dem Deckgeschütz. |
| 6. Juni 1941       | HMS Torbay beschädigt vor Kap Hellas den vichy-französischen Tanker Alberta (6131 BRT) mit dem Bordgeschütz. |
| 10. Juni 1941      | - HMS Torbay greift vor den Dardanellen einen italienischen Geleitzug dreimal an. Der erste Angriff wird um 9:40 Uhr begonnen und führt zu keinem Erfolg. 10:43 Uhr wird der zweite Angriff durchgeführt, wobei der Tanker Utilitas (5342 BRT) zwar getroffen wird, der Zünder des Torpedos aber nicht auslöst. Beim dritten Angriff wird um 12:08 Uhr der Tanker Giuseppina Ghirardi (3319 BRT) acht Seemeilen vor Kap Hellas durch Torpedotreffer versenkt. - HMS Tempest läuft vom Stapel. |
| 11. Juni 1941      | - HMS Taku versenkt vor Bengasi den deutschen Munitionstransporter Tilly L. M. Russ (1600 BRT) mit Torpedos. - HMS Torbay rammt und versenkt 15 Seemeilen südlich von Mytilini einen griechischen Frachtsegler. |
| 12. Juni 1941      | - HMS Taku torpediert und versenkt in der Großen Syrte 70 Seemeilen westnordwestlich von Bengasi bei 32° 27′ N, 18° 42′ O das italienische Transportschiff Silvio Scaroni (1367 BRT) - HMS Torbay versenkt nordwestlich von Skyros bei 39° 10′ N, 25° 20′ O das italienische Segelschiff Gesu E Maria (238 BRT) mit dem Deckgeschütz. |
| 15. Juni 1941      | HMS Thunderbolt greift im westlichen Nordatlantik bei 42° 0′ N, 47° 0′ W das deutsche U-Boot U 557 erfolglos mit Torpedos an. |
| 27. Juni 1941      | HMS Triumph torpediert und versenkt nahe Marsa Matruh (Ägypten) bei 32° 5′ N, 28° 47′ O das italienische U-Boot Salpa (611 ts). |
| 30. Juni 1941      | HMS Torbay versenkt vor Kap Malea ein Segelschiff mit Bordartillerie. |
| 2. Juli 1941       | HMS Torbay greift nordwestlich von Kea bei 37° 41′ N, 24° 15′ O einen kleinen italienischen Konvoi aus zwei Zerstörern und zwei Transporter an. Der italienische Transporter Citta di Tripoli (2933 BRT) wird versenkt. Das zweite Transportschiff kann den Torpedos ausweichen. |
| 4. Juli 1941       | HMS Torbay versenkt in der Doro-Straße zwischen Andros und Euböa zwei deutsche Segelschiffe (eine Kaik und ein Schoner) mit dem Deckgeschütz. Kommandant Anthony Miers lässt die im Wasser treibenden Schiffbrüchigen mit Lewis-Maschinengewehren erschießen. |
| 5. Juli 1941       | - HMS Tigris torpediert und versenkt in der Biskaya westlich von Bordeaux bei 45° 0′ N, 4° 0′ W das italienische U-Boot Michele Bianchi. - HMS Torbay torpediert und versenkt südlich der griechischen Insel Mykonos bei 37° 21′ N, 25° 20′ O das italienische U-Boot Jantina (599 ts). |
| 6. Juli 1941       | HMS Triumph versenkt in einem längeren Artillerieduell den italienischen Frachter Ninfea (607 BRT) und den italienischen Schlepper Dante de Lutti (266 BRT). Das U-Boot wird in dem Gefecht ebenfalls beschädigt und muss zur Basis zurückkehren. |
| 8. Juli 1941       | HMS Torbay versenkt östlich von Kythira den deutschen Schoner L XIV mit Artillerie. |
| 9. Juli 1941       | HMS Torbay versenkt zehn Seemeilen nördlich von Andikythira die deutschen Segelschiffe L V, L VI und L XII. Die Schiffe werden teilweise geentert und mit Sprengladungen zerstört. Kommandant Miers befiehlt erneut die Erschießung der Kriegsgefangenen. Nachdem sich das Enterkommando weigert, den Mordbefehl auszuführen, erzwingt er die Ausführung des Befehles mit der gezogenen Pistole unter Androhung der sofortigen Erschießung wegen Befehlsverweigerung. Wenige Stunden später wird bei 37° 30′ N, 24° 16′ O der italienische Tanker Strombo (5232 BRT) torpediert. Der Tanker wird am 23. August 1941 zum Totalverlust erklärt. |
| 10. Juli 1941      | HMS Tuna greift in der südwestlichen Biskaya bei 46° 0′ N, 9° 40′ W ein getauchtes ASDIC-Ziel erfolglos mit zwei Torpedos an. Es gibt keine Informationen über U-Boote der Achse in diesem Seegebiet an diesem Tag, so dass (wenn überhaupt) wahrscheinlich ein Überwasserziel angegriffen wurde. |
| 13. Juli 1941      | HMS Taku torpediert und versenkt zehn Seemeilen vor Bengasi das italienische Passagier- und Frachtschiff Caldea (2703 BRT). |
| 15. Juli 1941      | HMS Taku versenkt 25 Seemeilen südöstlich von Auegia (Libyen) den italienischen Hilfsminensucher Vincenso P. (270 BRT) |
| 17. Juli 1941      | HMS Thrasher greift in der Biskaya vor San Sebastian das französische Fischfangfahrzeug Virgio Fidelis (129 BRT) mit Bordartillerie an und beschädigt es schwer. Die Virgo Fidelis strandet anschließend und wird als Totalverlust aufgegeben. |
| 19. Juli 1941      | HMS Tuna greift 60 Seemeilen nordwestlich der Gironde den deutschen Tanker Benno (8306 BRT) mit sechs Torpedos an. Obwohl anschließend auch sechs Detonationen gehört werden, wird der von den Minensuchern M 18, M 25, M 27 und M 30 geleitete Tanker nicht getroffen. Der ehemalige norwegische Tanker Ole Jacob war neun Monate zuvor am 10. November 1940 von dem deutschen Handelsstörkreuzer Atlantis im Golf von Bengalen aufgebracht worden. |
| 22. Juli 1941      | HMS Tetrarch meldet die Beschädigung eines Segelschiffes vor Karlovasi mit dem Deckgeschütz. |
| 25. Juli 1941      | HMS Tetrarch greift bei der griechischen Insel Gaidero den griechischen Tanker Olympos (5216 BRT) erfolglos an. |
| 27. Juli 1941      | HMS Tetrarch versenkt mit dem Deckgeschütz fünf Seemeilen südlich der griechischen Insel Kos das italienische Segelschiff Nicita. |
| 30. Juli 1941      | Die Royal Navy stellt HMS Trusty in Dienst. |
| 12. August 1941    | HMS Torbay greift vier Seemeilen westlich von Bengasi einen italienischen Geleitzug mit vier Torpedos an. Die angegriffenen Transportschiffe Bosforo (3648 BRT) und Iseo (2366 BRT) werden verfehlt. Das U-Boot wird danach von dem Torpedoboot Partenope mit Wasserbomben angegriffen. |
| 15. August 1941    | - HMS Taku greift 90 Seemeilen nordöstlich von Bengasi bei 33° 16′ N, 21° 16′ O den deutschen Transporter Menes (5609 BRT) erfolglos mit vier Torpedos an. - HMS Thrasher greift vor Kap Sounion (Griechenland) den deutschen Transporter Ankara (4768 BRT) erfolglos mit vier Torpedos an. |
| 16. August 1941    | - HMS Talisman greift 140 Seemeilen nordwestlich von Alexandria bei 32° 41′ N, 27° 35′ O irrtümlich das britische U-Boot HMS Otus mit Torpedos an, verfehlt aber das Ziel. - HMS Torbay versenkt vor Kap Tenaro das Segelschiff Evangelista (28 BRT) mit Sprengladungen. |
| 17. August 1941    | HMS Tigris torpediert und versenkt vor Sværholt (Norwegen) bei 71° 3′ N, 26° 43′ O das norwegische Fracht- und Passagierschiff Haakon Jarl (1492 BRT). |
| 19. August 1941    | HMS Trident beschädigt östlich von Havøysund bei 71° 1′ N, 24° 34′ O den deutschen Transporter Levante (4769 BRT). |
| 20. August 1941    | HMS Thrasher versenkt vor Kap Malea (Griechenland) das griechische Segelschiff San Stefano mit Bordartillerie. |
| 22. August 1941    | HMS Trident torpediert und versenkt im Kvaenangenfjord bei 70° 12′ N, 21° 5′ O das deutsche Transportschiff Ostpreußen (3030 BRT). |
| 23. August 1941    | HMS Tetrarch versenkt mit dem Bordgeschütz in der Großen Syrte die italienischen Segelschiffe V 72/Fratelli Garre (413 BRT) und V 113/Fransesco Garre (399 BRT). |
| 26. August 1941    | - HMS Triumph greift nördlich von Messina (Sizilien) den italienischen Schweren Kreuzer Bolzano erfolglos mit zwei Torpedos an. - Die Royal Navy stellt HMS Thorn in Dienst. |
| 27. August 1941    | HMS Traveller läuft vom Stapel. |
| 30. August 1941    | - HMS Talisman meldet, nördlich von Bengasi zwei Segelschiffe versenkt zu haben. - HMS Trident torpediert und versenkt nahe Lopphavet bei 70° 35′ N, 21° 45′ O die deutschen Transporter Donau II (2931 BRT) und Bahia Laura (8561 BRT). |
| 3. September 1941  | HMS Trident wird auf dem Rückmarsch zu seiner Basis im nordrussischen Poljarny von dem deutschen U-Boot U 566 angegriffen, aber nicht getroffen. |
| 7. September 1941  | HMS Thunderbolt torpediert und versenkt 50 Seemeilen westlich von Bengasi den italienischen Frachter Sirena (974 BRT). |
| 8. September 1941  | HMS Trespasser (P312, ex P92) wird bei Vickers-Armstrong in Barrow-in-Furness auf Kiel gelegt. |
| 10. September 1941 | - HMS Thunderbolt versenkt in der Großen Syrte das italienische Hilfspatrouillenboot V 224/Svan I (388 BRT) mit dem Deckgeschütz. - HMS Torbay torpediert im Hafen von Iraklio den deutschen Frachter Norburg (2392 BRT). Das Schiff läuft auf Grund, wird aber später wieder repariert. |
| 11. September 1941 | HMS Thunderbolt torpediert und versenkt 35 Seemeilen westsüdwestlich von Bengasi bei 31° 58′ N, 19° 23′ O den deutschen Frachter Livorno (1829 BRT). |
| 13. September 1941 | HMS Tigris torpediert und versenkt vor der Insel Rolvsøy ca. 11 Seemeilen nordöstlich von Hammerfest bei 70° 50′ 0″ N, 23° 57′ 0″ O den norwegischen Hurtigruten-Passagierdampfer Richard With (905 BRT) |
| 14. September 1941 | HMS Thunderbolt greift 30 Seemeilen nordwestlich von Bengasi den deutschen Frachter Tinos (2826 BRT) erfolglos mit drei Torpedos an. |
| 15. September 1941 | HMS Tigris greift vor Lopphavet (Norwegen) den deutschen Frachter Bessheim (1774 BRT) erfolglos mit vier Torpedos an. |
| 17. September 1941 | HMS Tigris greift vor Lopphavet (Norwegen) bei 70° 21′ N, 21° 10′ O einen deutschen Geleitzug an. Vier Torpedos werden gegen einen auf 3000 BRT geschätzten Transporter abgefeuert, verfehlen aber ihr Ziel. |
| 18. September 1941 | HMS Triumph torpediert und beschädigt vor Capo Colonna (Kalabrien) den italienischen Tanker Ardor (8960 BRT). Das beschädigte Schiff wird nach Crotone geschleppt. |
| 20. September 1941 | HMS Thule (P325) und HMS Tudor (P326) werden auf der Devonport Dockyard (Plymouth) auf Kiel gelegt. |
| 23. September 1941 | HMS Triumph torpediert und versenkt nordöstlich von Šibenik den deutschen Frachter Luvsee (2373 BRT). |
| 24. September 1941 | HMS Triumph beschädigt vor Ortona den italienischen Frachter Poseidone und den Frachter Sidamo (2384 BRT). |
| 26. September 1941 | - HMS Tetrarch torpediert und versenkt in der Ägäis 18 Seemeilen südlich der griechischen Insel Milos bei 36° 21′ N, 24° 23′ O den italienischen Frachter Citta di Bastia (2499 BRT). - HMS Tigris torpediert vor dem Rolvsoy-Fjord den deutschen Hilfs-U-Jäger UJ 1201 (527 BRT). Das deutsche Kriegsschiff wird schwer beschädigt und nach Reparatur erst im April 1944 wieder in Dienst gestellt. |
| 27. September 1941 | HMS Tetrarch versenkt mit dem Deckgeschütz südwestlich von Milos das griechische Segelschiff Panagiotis Kramottos (120 BRT). |
| 28. September 1941 | HMS Tetrarch greift in der Ägäis südlich der griechischen Insel Agios Giorgios den deutschen Frachter Yalova (3751 BRT) mit Torpedos an und beschädigt das Schiff so sehr, dass es auf Grund gesetzt werden muss. |
| 30. September 1941 | - HMS Trident greift vier Seemeilen nordwestlich von Havøysund bei 71° 3′ N, 24° 34′ O das deutsche Hospitalschiff Birka erfolglos mit drei Torpedos an. - HMS Taurus (P339, ex P93, P313, später niederländisch: Dolfijn) wird bei Vickers-Armstrong in Barrow-in-Furness auf Kiel gelegt. |
| 1. Oktober 1941    | HMS Talisman greift im Zea-Kanal einen italienischen Geleitzug mit Torpedos an und verfehlt das Hauptziel, den italienischen Frachter Lauretta (938 BRT). Nach dem Angriff wird das U-Boot von dem eskortierenden italienischen Torpedoboot Libra intensiv mit Wasserbomben angegriffen. |
| 3. Oktober 1941    | HMS Talisman zerstört vor Agios Giorgios das Wrack des infolge eines Angriffes der HMS Tetrarch gestrandeten deutschen Frachters Yalova (3751 BRT). |
| 4. Oktober 1941    | HMS Talisman torpediert und versenkt nordöstlich von Kea bei 37° 45′ N, 24° 35′ O das französische Passagierschiff Theophile Gautier (8194 BRT). |
| 7. Oktober 1941    | HMS Talisman greift westnordwestlich der griechischen Insel Kasos bei 35° 31′ N, 26° 25′ O den deutschen Transporter Salzburg (1742 BRT) erfolglos mit Torpedos an. |
| 10. Oktober 1941   | HMS Thunderbolt versenkt zwölf Seemeilen nordöstlich von Kap Sidero (Kreta) bei 35° 31′ N, 26° 25′ O das italienische Segelschiff Citta di Simi (25 BRT) mit dem Deckgeschütz. |
| 14. Oktober 1941   | HMS Tigris attackiert vor dem Laksfjord bei 71° 3′ N, 27° 10′ O einen deutschen Geleitzug. Die norwegischen Frachter Mimona (1147 BRT), Tugela (5559 BRT) und Havbris (1316 BRT) werden erfolglos mit jeweils einem Torpedo angegriffen. |
| 23. Oktober 1941   | - HMS Triumph versenkt mit dem Deckgeschütz im Golf von Petalii (Griechenland) die griechischen Segelschiffe Panagiotis und Aghia Paraskeva. - HMS Truant torpediert und versenkt in der Straße von Otranto bei 39° 52′ N, 19° 0′ O das deutsche Frachtschiff Virginia S. (3885 BRT). Der beim selben Angriff attackierte italienische Frachter Arborea (4959 BRT) wird verfehlt. |
| 25. Oktober 1941   | HMS Triumph torpediert und versenkt im Saronischen Golf drei Seemeilen nordwestlich der griechischen Insel Patroklou bei 37° 41′ N, 23° 53′ O den italienischen Frachter Monros (6703 BRT). |
| 28. Oktober 1941   | HMS Thrasher versenkt nordöstlich von Bengasi das italienische Segelschiff Esperia (384 BRT) mit dem Deckgeschütz. |
| 30. Oktober 1941   | HMS Tireless (P327) wird auf der Portsmouth Dockyard in Portsmouth auf Kiel gelegt. |
| 31. Oktober 1941   | HMS Truant torpediert und versenkt zwei Seemeilen südöstlich von Punta Penne (Ortona, Italien) den italienischen Tanker Meteor (1685 BRT). |
| 2. November 1941   | HMS Tetrarch (N77) verlässt am 26. Oktober ihre Basis auf Malta mit dem Ziel Gibraltar, wo sie am 2. November erwartet wird, aber nie ankommt. Wahrscheinlich lief das U-Boot in der Straße von Sizilien auf eine Seemine. Es gab keine Überlebenden. |
| 3. November 1941   | HMS Trident torpediert und versenkt im Porsangerfjord bei 70° 58′ N, 26° 8′ O den deutschen Hilfs-U-Jäger UJ 1213/Rau IV (354 BRT) und das deutsche Transportschiff Altkirch (4713 BRT). |
| 6. November 1941   | HMS Token (P328) wird auf der Portsmouth Dockyard in Portsmouth auf Kiel gelegt. |
| 7. November 1941   | HMS Trident greift nördlich des Laksefjord bei 71° 6′ N, 26° 57′ O den deutschen Minenjäger MRS 3/Bali erfolglos mit drei Torpedos an. |
| 13. November 1941  | Tactician (P314) wird bei Vickers-Armstrong in Barrow-in-Furness auf Kiel gelegt. |
| 24. November 1941  | HMS Triumph torpediert und versenkt im Hafen von Iraklio (Kreta) den italienischen Schlepper Hercules (632 BRT). Am selben Tag wird der deutsche Frachter Norburg (2392 BRT) beschädigt. |
| 25. November 1941  | - HMS Thrasher torpediert und versenkt 20 Seemeilen östlich von Brindisi (Italien) bei 40° 37′ N, 18° 27′ O den italienischen Frachter Attilio Deffenu (3510 BRT). - HMS Thunderbolt versenkt vor Kythira das deutsche Segelschiff L VII (300 BRT) mit dem Deckgeschütz. |
| 2. Dezember 1941   | Die Royal Navy stellt HMS Turbulent in Dienst. |
| 4. Dezember 1941   | - HMS Trusty greift westlich der griechischen Insel Zakynthos bei 37° 46′ N, 20° 25′ O ein italienisches Kriegsschiff erfolglos mit Torpedos an. Das Ziel war wahrscheinlich das Torpedoboot Orsa. - HMS Truculent (P315, ex P95) wird bei Vickers-Armstrong in Barrow-in-Furness auf Kiel gelegt. |
| 6. Dezember 1941   | Die Royal Navy stellt HMS Tempest in Dienst. |
| 7. Dezember 1941   | HMS Truant greift vor der Souda-Bucht (Kreta) den deutschen Frachter Bellona (1297 BRT) erfolglos mit zwei Torpedos an. |
| 11. Dezember 1941  | - HMS Talisman torpediert und versenkt 60 Seemeilen westsüdwestlich der ionischen Insel Schiza bei 36° 23′ N, 20° 33′ O das italienische Frachtschiff Calitea (4013 BRT). - HMS Torbay versenkt nordwestlich der Souda-Bucht das griechische Segelschiff Sofia (800 BRT) mit dem Deckgeschütz. - HMS Truant greift nördlich von Kreta bei 35° 29′ N, 24° 11′ O das italienische Torpedoboot Alcione mit Torpedos an. Die Alcione wird schwer beschädigt, auf Grund gesetzt und später zum Totalverlust erklärt. |
| 12. Dezember 1941  | HMS Torbay versenkt nordwestlich der Souda-Bucht das griechische Segelschiff P III mit dem Deckgeschütz. |
| 15. Dezember 1941  | HMS Torbay versenkt vor Kap Methene drei griechische Segelschiffe mit Bordartillerie. |
| 22. Dezember 1941  | HMS Torbay versenkt vor Kap Methene ein griechisches Segelschiff mit Bordartillerie. |
| 23. Dezember 1941  | Torbay torpediert im Hafen von Pylos den auf Grund liegenden Zerstörer Aviere (1645 ts). Das italienische Kriegsschiff war schon am 19. November 1941 von dem polnischen U-Boot Sokół getroffen und beschädigt worden. Die Aviere wird anschließend repariert. Sie wird am 17. Dezember 1942 vor Bizerta (Tunesien) von der Splendid versenkt. |
| 26. Dezember 1941  | HMS Triumph verlässt Alexandria mit dem Ziel, nahe der griechischen Hauptstadt Athen Spezialkräfte anzulanden und anschließend in der Ägäis zu patrouillieren. Die Triumph meldet am 30. Dezember die Landung der Einheiten. Seitdem gibt es keine Meldung mehr von dem U-Boot. Vermutlich läuft es bei der Insel Milos auf eine italienische Seemine. Die Royal Navy meldet das Boot am 14. Januar 1942 als vermisst. Es gibt keine Überlebenden. |
| 28. Dezember 1941  | HMS Templar (P316, ex P96) wird bei Vickers-Armstrong in Barrow-in-Furness auf Kiel gelegt. |
| 30. Dezember 1941  | HMS Thorn torpediert und versenkt fünf Seemeilen westlich von Kap Dukato bei 38° 35′ N, 10° 27′ O den deutschen Tanker Campina (3032 BRT). |

## 1942
Im Jahr 1942 werden zwölf weitere Einheiten auf Kiel gelegt und sieben in Dienst gestellt. Fünf U-Boote gehen im Mittelmeer verloren. Nach Beginn des Pazifikkrieges im Dezember 1941 werden die ersten Einheiten nach Asien beordert und in den Küstengewässern von Malaya und Niederländisch-Ostindien eingesetzt. Das Hauptkampfgebiet der U-Boote bleibt aber das gesamte Mittelmeer. Durch die amerikanischen Landungen in Französisch-Nordafrika werden ab November neue Basen in Nordafrika gewonnen.
| Datum              | Bemerkung |
| ------------------ | --- |
| 2. Januar 1942     | HMS Thunderbolt torpediert und beschädigt vor Argostoli den italienischen Frachter Anna Capano (1216 BRT). |
| 4. Januar 1942     | HMS Thunderbolt versenkt vor der griechischen Insel Kefalonia den italienischen Hilfsminensucher R 195/Nuovo San Pietro (32 BRT) mit dem Bordgeschütz. |
| 10. Januar 1942    | HMS Thrasher torpediert und versenkt 35 Seemeilen nordöstlich von Kap Dukato (Griechenland) bei 38° 59′ N, 19° 59′ O den italienischen Frachter Fedora (5016 BRT). |
| 14. Januar 1942    | Die Royal Navy erklärt die HMS Triumph für vermisst. |
| 28. Januar 1942    | HMS Thorn torpediert und versenkt vor Kap Planka (Jugoslawien) bei 43° 30′ N, 15° 55′ O den italienischen Tanker Ninuccia (4583 BRT). |
| 30. Januar 1942    | - HMS Thorn versenkt nahe Premantura bei 44° 45′ N, 13° 56′ O das italienische U-Boot Medusa (599 ts). - HMS Thunderbolt greift im Ionischen Meer das italienische Torpedoboot Solferino erfolglos mit vier Torpedos an. |
| 1. Februar 1942    | HMS Thunderbolt torpediert und versenkt sechs Seemeilen vor Kap Dukato bei 38° 40′ N, 20° 30′ O den italienischen Frachter Absirtea (4170 BRT). |
| 3. Februar 1942    | HMS Thunderbolt beschädigt vor Gheregambe den italienischen Hilfs-U-Jäger AS 80/Lanciotto Piero (180 BRT) mit dem Bordgeschütz. |
| 8. Februar 1942    | HMS Thunderbolt beschädigt mit Bordartillerie zwölf Seemeilen östlich von Brindisi das italienische Segelschiff Maria Grazia Siliato. |
| 11. Februar 1942   | HMS Tradewind (P329) wird auf der Chatham Dockyard auf Kiel gelegt. |
| 13. Februar 1942   | HMS Tempest (N86) wird im Golf von Tarent 30 Seemeilen nordöstlich von Crotone bei 39° 15′ N, 17° 45′ O von dem italienischen Torpedoboot Circe mit Wasserbomben zum Auftauchen gezwungen und sinkt kurz danach. Der italienische Versuch, das U-Boot abzuschleppen, misslingt. |
| 16. Februar 1942   | HMS Thrasher greift vor der Souda-Bucht (Kreta) den deutschen Transporter Arkadia (1756 BRT) erfolglos mit Torpedos an. |
| 19. Februar 1942   | HMS Truant greift nördlich von Bali (Niederländisch-Indien) den japanischen leichten Kreuzer Nagara erfolglos mit sechs Torpedos an. |
| 23. Februar 1942   | HMS Trident greift westlich von Kristiansund die beiden deutschen schweren Kreuzer Prinz Eugen (14680 ts) und Admiral Scheer (13660 ts) mit insgesamt sieben Torpedos an. Die Prinz Eugen erleidet Treffer und schwere Beschädigungen am Heck. Die Admiral Scheer wird verfehlt. |
| 27. Februar 1942   | HMS Torbay versenkt 15 Seemeilen südlich von Antipaxe (Korfu) das italienische Transportschiff Lido (1243 BRT) mit Torpedos. |
| 2. März 1942       | HMS Turbulent versenkt im Thermaischen Golf die griechischen Segelschiffe Prodromos und Aghios Apostolos mit dem Deckgeschütz. |
| 3. März 1942       | HMS Turbulent versenkt im Thermaischen Golf die griechischen Segelschiffe Aghios Yonizov, Evangelista und Aghios Dyonysios mit dem Deckgeschütz. |
| 5. März 1942       | - HMS Thorn versenkt vor Kefalonia das italienische Hilfspatrouillenboot AS 91/Ottavia (259 BRT) mit dem Deckgeschütz. - HMS Torbay torpediert und versenkt vor Korfu das italienische Transportschiff Maddalena G. (5212 BRT). - HMS P311 und HMS Trooper laufen vom Stapel. |
| 6. März 1942       | HMS Thunderbolt greift südwestlich von Kreta bei 34° 26′ N, 23° 22′ O das deutsche U-Boot U 431 erfolglos an. |
| 13. März 1942      | HMS Turbulent versenkt mit Bordartillerie vor Mykonos das griechische Segelschiff Aghia Traio. |
| 25. März 1942      | Tally-Ho (P317, ex P97) wird bei Vickers-Armstrong in Barrow-in-Furness auf Kiel gelegt. |
| 1. April 1942      | HMS Truant torpediert und versenkt in der Malakkastraße bei 5° 42′ N, 98° 57′ O die japanischen Frachtschiffe Yae Maru (6780 BRT) und Shunsei Maru (4939 BRT). |
| 7. April 1942      | HMS Turbulent versenkt vor Kotor (Jugoslawien) den italienischen Frachter Rosa M. (271 BRT) mit dem Deckgeschütz. |
| 9. April 1942      | - HMS Thrasher torpediert und versenkt 20 Seemeilen westsüdwestlich von Bengasi bei 31° 49′ N, 19° 42′ O den italienischen Frachter Gala (1029 BRT). - HMS Torbay versenkt vor Patras das italienische Hilfs-Patrouillenboot R113/Avanguardista (34 BRT) mit dem Deckgeschütz. |
| 10. April 1942     | Die Royal Navy stellt HMS Traveller in Dienst. |
| 11. April 1942     | HMS Torbay versenkt nordwestlich von Korfu das italienische Segelschiff Gesu Crocifisso (137 BRT) mit dem Bordgeschütz. |
| 12. April 1942     | HMS Turbulent greift vor Fiume ein U-Boot erfolglos mit Torpedos an. |
| 13. April 1942     | HMS Thrasher torpediert und versenkt südwestlich von Bengasi bei 31° 26′ N, 18° 56′ O den deutschen Militärtransporter Atlas (2297 BRT). Im selben Seegebiet wird der italienische Schlepper Pilo 210 (30 BRT) mit Bordartillerie versenkt. |
| 14. April 1942     | HMS Turbulent versenkt vor Šibenik (Jugoslawien) das italienische Segelschiff Franco (etwa 200 BRT) mit dem Deckgeschütz. |
| 16. April 1942     | HMS Turbulent torpediert und versenkt vor Brindisi bei 40° 50′ N, 17° 37′ O den italienischen Frachter Delia (5406 BRT). |
| 18. April 1942     | HMS Torbay torpediert und versenkt 50 Seemeilen ostsüdöstlich von Capo Colonna (Italien) bei 38° 52′ N, 18° 15′ O den deutschen Militär-Transporter Bellona (1297 BRT). |
| 19. April 1942     | - HMS Thrasher greift westlich von Derna (Libyen) bei 32° 53′ N, 22° 23′ O mit Bordartillerie den deutschen Leichter F 184 an. Infolge des deutschen Abwehrfeuers muss das U-Boot den Angriff abbrechen. - HMS Torbay versenkt nördlich von Kreta bei 36° 36′ N, 24° 15′ O den deutschen Hilfs-U-Jäger 19 V 2/Delpa II (170 BRT) mit dem Deckgeschütz. |
| 20. April 1942     | HMS Trident torpediert und versenkt im Svefjord bei 64° 38′ N, 10° 49′ O den deutschen Transporter Hödur (5368 BRT). |
| 7. Mai 1942        | HMS Thorn greift 180 Seemeilen nordwestlich von Bengasi bei 34° 34′ N, 17° 56′ O einen italienischen Geleitzug erfolglos mit vier Torpedos an. |
| 9. Mai 1942        | HMS Trenchant (P331) wird auf der Chatham Dockyard auf Kiel gelegt. |
| 14. Mai 1942       | HMS Turbulent versenkt mit Bordartillerie zehn Seemeilen vor Apollonia (Griechenland) das italienische Segelschiff San Giusto (243 BRT). |
| 18. Mai 1942       | HMS Turbulent torpediert und versenkt westlich von Bengasi bei 32° 47′ N, 18° 51′ O den italienischen Frachter Bolsena (2384 BRT). |
| 19. Mai 1942       | HMS Thrasher torpediert und versenkt fünf Seemeilen nordwestlich von Monopoli (Italien) bei 41° 1′ N, 17° 16′ O den italienischen Frachter Penelope (1160 BRT). |
| 29. Mai 1942       | - HMS Turbulent torpediert und versenkt 70 Seemeilen nordwestlich von Bengasi bei 33° 7′ N, 19° 28′ O den italienischen Zerstörer Emanuelle Pessagno (1917 ts) und den italienischen Frachter Capo Arma (3172 BRT). Ein Angriff auf den italienischen Frachter Anna Maria Gualdi (3289 BRT) misslingt. - HMS Trespasser läuft vom Stapel. |
| 2. Juni 1942       | HMS Turbulent greift bei 32° 48′ N, 25° 12′ O zweimal das deutsche U-Boot U 81 erfolglos mit insgesamt sieben Torpedos an. |
| 4. Juni 1942       | HMS Trusty torpediert und versenkt in der Malakkastraße bei 7° 14′ N, 98° 6′ O den japanischen Frachter Toyohashi Maru (7031 BRT). |
| 6. Juni 1942       | Tantalus (P318) wird bei Vickers-Armstrong in Barrow-in-Furness auf Kiel gelegt. |
| 23. Juni 1942      | HMS Thrasher torpediert und versenkt in der Großen Syrte bei 31° 53′ N, 16° 35′ O den italienischen Transporter Sant Antonio (1480 BRT). |
| 24. Juni 1942      | HMS Turbulent torpediert und versenkt fünf Seemeilen westlich von Ghimenes in der Großen Syrte den italienischen Frachter Regulus (1085 BRT). |
| 27. Juni 1942      | HMS Taurus läuft vom Stapel. |
| 29. Juni 1942      | HMS Thrasher torpediert und versenkt nördlich von Tobruk (Libyen) bei 33° 30′ N, 23° 30′ O die italienische Sloop Diana (1568 BRT). |
| 3. Juli 1942       | HMS Truant torpediert und versenkt in der Malakkastraße bei 5° 42′ N, 98° 57′ O den japanischen Militärtransporter Tamon Maru No. 1 (3019 BRT). |
| 4. Juli 1942       | - HMS Turbulent greift vor Bengasi den italienischen Frachter Nino Bixio (7137 BRT) und den deutschen Frachter Ankara (4768 BRT) erfolglos mit Torpedos an. - HMS Tantivy (P319, ex P99) wird bei Vickers-Armstrong in Barrow-in-Furness auf Kiel gelegt. |
| 26. Juli 1942      | HMS Thrasher wird vor Port Said (Ägypten) irrtümlich von einem britischen Swordfish-Torpedobomber angegriffen und beschädigt. Das U-Boot muss für länger als einen Monat zur Reparatur nach Alexandria. |
| 28. Juli 1942      | HMS Traveller greift in der Straße von Otranto den italienischen Frachter Ezilda Croce (1230 BRT) erfolglos mit Torpedos an. |
| 29. Juli 1942      | HMS Tactician läuft vom Stapel. |
| 30. Juli 1942      | HMS Traveller greift vor Pola (Jugoslawien) den italienischen Kleinen Kreuzer Cattaro (ex jugoslawisch: Dalmacija) erfolglos mit sechs Torpedos an. |
| 3. August 1942     | HMS Thorn torpediert und versenkt acht Seemeilen vor Sidi Sueicha (Libyen) den italienischen Transporter Monviso (5322 BRT). |
| 5. August 1942     | HMS Traveller meldet in der Adria bei 42° 48′ N, 14° 31′ O den Angriff auf ein nicht identifiziertes U-Boot. |
| 6. August 1942     | - HMS Thorn greift am 6. August 30 Seemeilen südwestlich der griechischen Insel Gavdos bei 34° 25′ N, 22° 36′ O einen italienischen Geleitzug an. Das U-Boot wird von einem Flugzeug entdeckt und angegriffen. Anschließend greift das italienische Torpedoboot Pegaso mehrfach mit Wasserbomben an, wodurch die abgetauchte Thorn wahrscheinlich versenkt wird. Das U-Boot wird am 11. August als vermisst erklärt. Es gibt keine Überlebenden. - HMS Turbulent zerstört vor Cap Bon das Wrack des gestrandeten italienischen Zerstörers Strale (1225 ts) mit Torpedos. |
| 7. August 1942     | - HMS Traveller meldet in der Straße von Otranto den Angriff auf ein nicht identifiziertes U-Boot. - Die Royal Navy stellt HMS P311 in Dienst. |
| 11. August 1942    | Die Royal Navy erklärt HMS Thorn (N11) als vermisst. |
| 15. August 1942    | HMS Taku greift 90 Seemeilen nordöstlich von Bengasi bei 33° 16′ N, 21° 16′ O den deutschen Transporter Menes (5609 BRT) erfolglos mit vier Torpedos an. |
| 17. August 1942    | HMS Turbulent torpediert und beschädigt zwölf Seemeilen südwestlich von Pylos bei 36° 35′ N, 21° 34′ O den italienischen Transporter Nino Bixio (7137 BRT). An Bord des italienischen Schiffes befinden sich über 2000 Kriegsgefangene, von denen über 300 bei dem Angriff den Tod finden. |
| 19. August 1942    | HMS Turbulent torpediert und beschädigt vor Andikythira den italienischen Tanker Pozarica (7751 BRT). |
| 25. August 1942    | Telemachus (P321) wird bei Vickers-Armstrong in Barrow-in-Furness auf Kiel gelegt. |
| 29. August 1942    | Die Royal Navy stellt HMS Trooper in Dienst. |
| 4. September 1942  | HMS Thrasher torpediert und versenkt 40 Seemeilen nördlich von Tobruk bei 32° 44′ N, 24° 11′ O den italienischen Frachter Padenna (1589 BRT). |
| 5. September 1942  | HMS Traveller torpediert und versenkt 15 Seemeilen vor Ras-El-Tin (Libyen) den italienischen Frachter Albachiara (1245 BRT). |
| 10. September 1942 | HMS Talisman verlässt die Basis in Gibraltar am 10. September 1942. Am 15. September meldet das U-Boot als Meldung die Sichtung eines U-Bootes vor der algerischen Küste. Wahrscheinlich lief die Talisman am 17. September in der Straße von Sizilien auf eine Seemine. Das U-Boot wird am 18. September 1942 als vermisst erklärt. |
| 12. September 1942 | HMS Truculent läuft vom Stapel. |
| 18. September 1942 | Die Royal Navy erklärt HMS Talisman (N78) als vermisst. |
| 23. September 1942 | HMS Tudor läuft vom Stapel. |
| 25. September 1942 | Die Royal Navy stellt HMS Trespasser in Dienst. |
| 8. Oktober 1942    | HMS Turbulent versenkt vor Ras al Hilal (Libyen) den deutschen Frachter Kreta (1013 BRT) mit dem Deckgeschütz. |
| 9. Oktober 1942    | HMS Traveller greift westlich von Kreta bei 35° 45′ N, 23° 13′ O den italienischen Tanker Proserpina (4870 BRT, ex franz. Beauce) und die italienischen Torpedoboote Castore und Ciclone erfolglos mit insgesamt drei Torpedos an. |
| 12. Oktober 1942   | HMS Thrasher versenkt mit dem Deckgeschütz 15 Seemeilen östlich von Kap Drepano (Chalkidiki) bei 39° 56′ N, 24° 17′ O ein griechisches Segelschiff. |
| 13. Oktober 1942   | - HMS Talent (I) (P322, später niederländisch: Zwaardvisch) wird bei Vickers-Armstrong in Barrow-in-Furness auf Kiel gelegt. - HMS Thrasher versenkt zehn Seemeilen südwestlich von Kap Pinnes (Athos) bei 40° 1′ N, 24° 10′ O ein Segelschiff mit dem Deckgeschütz. |
| 19. Oktober 1942   | - HMS Thrasher versenkt vor Stampalia (Griechenland) bei 36° 43′ N, 26° 41′ O den italienischen Schlepper Roma (130 BRT) mit dem Deckgeschütz. - Terrapin (P323) wird bei Vickers-Armstrong in Barrow-in-Furness auf Kiel gelegt. |
| 20. Oktober 1942   | HMS Thrasher torpediert und versenkt zwischen den griechischen Inseln Rhodos und Symi bei 36° 26′ N, 27° 54′ O den italienischen Frachter Lero (1980 BRT). |
| 22. Oktober 1942   | - Totem (P352, später israelisch: Dakar) wird auf der Devonport Dockyard (Plymouth) auf Kiel gelegt. - HMS Thule läuft vom Stapel. |
| 24. Oktober 1942   | HMS Taku versenkt südlich von Kos bei 36° 23′ N, 27° 0′ O ein kleines griechisches Segelschiff mit dem Deckgeschütz. |
| 25. Oktober 1942   | HMS Taku greift vor Chios (Griechenland) den italienischen Tanker Arca (2238 BRT) mit einem Torpedo an, verfehlt aber das Ziel. |
| 26. Oktober 1942   | - HMS Taku greift südwestlich von Chios bei 38° 4′ N, 25° 27′ O erneut die Arca an und versenkt sie diesmal. - HMS Thorough (P324) wird bei Vickers-Armstrong in Barrow-in-Furness auf Kiel gelegt. - HMS Templar läuft vom Stapel. |
| 27. Oktober 1942   | HMS Taku versenkt mit Bordartillerie vor Limnos (Griechenland) den griechischen Segler Lora (121 BRT). |
| 31. Oktober 1942   | HMS Taku greift 10 Seemeilen südwestlich von Kap Sounio (Griechenland) bei 37° 30′ N, 24° 3′ O den italienischen Tanker Cerere (1267 BRT) erfolglos mit vier Torpedos an. |
| 3. November 1942   | Die Royal Navy stellt HMS Taurus in Dienst. |
| 5. November 1942   | Truncheon (P353, später israelisch: Dolphin) wird auf der Devonport Dockyard (Plymouth) auf Kiel gelegt. |
| 10. November 1942  | HMS Tiptoe (P332) wird bei Vickers-Armstrong in Barrow-in-Furness auf Kiel gelegt. |
| 11. November 1942  | HMS Turbulent torpediert und versenkt zehn Seemeilen nordöstlich von Capo Carbonara (Sardinien) bei 39° 10′ N, 9° 39′ O den deutschen Hilfs-U-Boot-Tender Bengasi (1554 BRT). |
| 18. November 1942  | HMS Trusty torpediert und beschädigt nahe Penang (Malaya) bei 6° 21′ N, 99° 5′ O den japanischen Truppentransporter Columbia Maru (5617 BRT). |
| 28. November 1942  | HMS Traveller verlässt die Basis auf Malta, um im Golf von Tarent zu patrouillieren. Des Weiteren soll sie den Hafen von Tarent auskundschaften. Vermutlich geht sie am 8. Dezember infolge eines Minentreffers verloren und wird am 12. Dezember als vermisst erklärt. Es gibt keine Überlebenden. |
| 29. November 1942  | Die Royal Navy stellt HMS Tactician in Dienst. |
| 6. Dezember 1942   | HMS Tigris torpediert und versenkt vor Algerien bei 38° 10′ N, 8° 35′ O das italienische U-Boot Porfido. |
| 7. Dezember 1942   | HMS Tuna landet eine britische Spezialeinheit im Mündungsgebiet der Gironde. Während der als Operation Frankton bezeichneten Aktion werden sechs deutsche Schiffe im Hafen von Bordeaux vermint. Lediglich zwei der zwölf angelandeten Soldaten überleben den Spezialeinsatz. |
| 11. Dezember 1942  | HMS Tradewind läuft vom Stapel. |
| 12. Dezember 1942  | Die Royal Navy erklärt HMS Traveller (N48) als vermisst. Vermutlich lief das U-Boot am 8. Dezember im Golf von Tarent auf eine italienische Seemine. |
| 14. Dezember 1942  | HMS Taku versenkt fünf Seemeilen nördlich der griechischen Insel Macrosini bei 37° 52′ N, 24° 6′ O den italienischen Tanker Delfin (5322 BRT) mit Torpedos. |
| 22. Dezember 1942  | HMS Taku versenkt nordwestlich des Kanals von Potidea bei 40° 13′ N, 23° 19′ O das griechische Segelschiff Niki (150 BRT) mit dem Deckgeschütz. |
| 23. Dezember 1942  | HMS Tally-Ho läuft vom Stapel. |
| 28. Dezember 1942  | HMS P311 verlässt die Basis auf Malta. Das U-Boot trägt zwei Chariot-Einmann-U-Boote. Die letzte Positionsmeldung wird drei Tage später empfangen. Wahrscheinlich ging die P311 um den 2. Januar 1943 durch Seeminen verloren. |
| 29. Dezember 1942  | HMS Turbulent torpediert und versenkt östlich von Capo Ferrato (Sardinien) bei 39° 17′ N, 9° 41′ O den italienischen Frachter Marte (5290 BRT). |
| 31. Dezember 1942  | - HMS P311 sendet bei 38° 10′ N, 11° 30′ O seine letzte Positionsmeldung. - HMS Trump (P333) wird bei Vickers-Armstrong in Barrow-in-Furness auf Kiel gelegt. - Die Royal Navy stellt HMS Truculent in Dienst. |

## 1943
Im Jahr 1943 werden sieben Einheiten auf Kiel gelegt, von denen aber zwei nicht mehr in Dienst gestellt werden. Sieben U-Boote werden in Dienst gestellt und fünf gehen verloren. Eines der neu in Dienst gestellten Boote wird direkt an die Niederländische Koninklijke Marine übergeben, die es in Ostasien einsetzt. Im Mai kapitulieren die letzten Achsentruppen in Nordafrika. Im Juli führen die Alliierten eine Landung auf Sizilien durch, der eine Invasion auf dem italienischen Festland und die italienische Kapitulation im September folgt. Die Einsatzschwerpunkte der britischen U-Boote werden zum Ende des Jahres immer mehr nach Asien verlagert.
| Datum              | Bemerkung |
| ------------------ | --- |
| 3. Januar 1943     | HMS Thunderbolt und HMS Trooper transportieren im Rahmen der Operation Principle mehrere bemannte Chariot-Torpedos vor den Hafen von Palermo (Sizilien), die dort den italienischen leichten Kreuzer Ulpio Traiano versenken. HMS P311 war ebenfalls für die Aktion vorgesehen, ging aber beim Anmarsch verloren. |
| 8. Januar 1943     | Die Royal Navy erklärt HMS P311 als vermisst. |
| 10. Januar 1943    | HMS Tribune torpediert 15 Seemeilen vor San Remo (Italien) den unter deutscher Flagge fahrenden französischen Frachter Dalny (6672 BRT). Das schwer getroffene Schiff wird anschließend von seiner Besatzung zum Stranden gebracht, um einen Totalverlust zu vermeiden. |
| 11. Januar 1943    | - HMS Tribune greift bei Capo Cervo (Sardinien) die inzwischen gestrandete Dalny erneut mit Torpedos an und beschädigt sie. - HMS Turbulent torpediert und versenkt vor Kotor den italienischen Frachter Vittoria Beraldo (547 BRT). |
| 21. Januar 1943    | HMS Tigris torpediert und versenkt in der Straße von Otranto 25 Seemeilen westlich von Sazan (Albanien) bei 40° 32′ N, 18° 45′ O den italienischen Frachter Citta di Genova (5413 BRT). |
| 1. Februar 1943    | HMS Turbulent torpediert und versenkt vor Kap San Vito (Sizilien) bei 38° 13′ N, 12° 50′ O den italienischen Frachter Pozzuoli (5345 BRT). |
| 5. Februar 1943    | HMS Turbulent torpediert und versenkt vor Palermo den italienischen Tanker Utilitas (5342 BRT). |
| 11. Februar 1943   | HMS Torbay versenkt vor Kap Oropesa das dänische Handelsschiff Grete (1563 BRT) |
| 13. Februar 1943   | HMS Thunderbolt versenkt mit Bordartillerie vor der kroatischen Insel Dugi Otok den italienischen Hilfsminensucher No. 112/Mafalda (364 BRT) |
| 15. Februar 1943   | Die Royal Navy stellt HMS Templar in Dienst. |
| 18. Februar 1943   | HMS Thunderbolt beschädigt nordwestlich von Pola bei 45° 2′ N, 13° 35′ O das italienische Hilfs-Patrouillenboot F 95/San Giorgio (364 BRT) mit dem Deckgeschütz. |
| 20. Februar 1943   | HMS Thunderbolt versenkt mit dem Deckgeschütz vor Bari ein italienisches Segelschiff. |
| 23. Februar 1943   | HMS Turbulent verlässt die Basis in Algier. Das Boot kehrt nicht zurück und wird am 23. März als vermisst erklärt. |
| 24. Februar 1943   | HMS Tantalus läuft vom Stapel. |
| 25. Februar 1943   | HMS Torbay beschädigt vor Ajaccio den italienischen Hilfsminensucher Monte Argentario (80 BRT) mit dem Deckgeschütz. |
| 26. Februar 1943   | HMS Torbay torpediert und versenkt vor San Remo den spanischen Frachter Juan de Astigarraga (3561 BRT). Am selben Tag wird 30 Seemeilen südlich von Kap Mele bei 43° 27′ N, 8° 8′ O der französische Frachter Oasis (1327 BRT) versenkt. |
| 27. Februar 1943   | HMS Torbay versenkt mit Bordartillerie 35 Seemeilen südwestlich von La Spezia bei 43° 37′ N, 9° 25′ O das italienische Hilfspatrouillenboot V 276/Baicin (173 BRT). |
| 28. Februar 1943   | HMS Torbay versenkt vor Portofino (Italien) das italienische Transportschiff Ischia (5101 BRT) mit Torpedos. |
| 1. März 1943       | HMS Turbulent versenkt vor Paola (Italien) den italienischen Frachter San Vincenzo (865 BRT). |
| 2. März 1943       | HMS Taurus versenkt vor Capo Ferrato (Sardinien) den französischen Frachter Clairette mit dem Deckgeschütz. |
| 3. März 1943       | HMS Torbay versenkt vor Milazzo (Sizilien) das italienische Segelschiff Gesù Giuseppe E Maria (64 BRT) mit dem Bordgeschütz. |
| 6. März 1943       | HMS Taurus torpediert und versenkt vor Marseille (Südfrankreich) den spanischen Frachter Bartolo (3120 BRT). |
| 9. März 1943       | HMS Taciturn (P334) wird bei Vickers-Armstrong in Barrow-in-Furness auf Kiel gelegt. |
| 10. März 1943      | - HMS Tigris verlässt die Basis auf Malta am 18. Februar und wird am 10. März 1943 in Algier erwartet, wo das U-Boot nie erscheint. Die Royal Navy meldet die Tigris am 10. März 1943 als vermisst. Wahrscheinlich wurde die Tigris schon am 27. Februar von dem deutschen U-Jäger UJ 2210 sechs Seemeilen südöstlich von Capri versenkt. Es gab keine Überlebenden. - HMS Trooper torpediert und versenkt vier Seemeilen vor Punta Milazzo (Sizilien) den italienischen Tanker Rosarion (5468 BRT). - HMS Taurus torpediert und versenkt vor Sète (Südfrankreich) den italienischen Frachter Derna (1769 BRT) mit dem Deckgeschütz. |
| 12. März 1943      | - HMS Thunderbolt torpediert und versenkt vor Kap San Vito den französischen (in deutschem Dienst) Frachter Esterel (3100 BRT). - HMS Turbulent wird wahrscheinlich bei den Maddalena-Inseln von italienischen Torpedobooten mit Wasserbomben versenkt. Nach einer alternativen Theorie ging das U-Boot durch einen Minentreffer verloren. Es gab keine Überlebenden. |
| 13. März 1943      | HMS Taurus versenkt vor Cassis (Südfrankreich) den französischen Schlepper Ghrib (82 BRT) und zwei Leichter mit dem Deckgeschütz. |
| 14. März 1943      | HMS Thunderbolt wird vor San Vito lo Capo von der italienischen Korvette Cigogna versenkt. Es gibt keine Überlebenden. Die Royal Navy meldet das U-Boot am 28. März als vermisst. |
| 15. März 1943      | HMS Trooper greift 30 Seemeilen südlich von Capri den italienischen Frachter Belluno (4279 BRT, ex franz. Fort de France) erfolglos mit vier Torpedos an. |
| 17. März 1943      | HMS Trooper torpediert und versenkt südlich von Neapel den italienischen Frachter Forli (1525 BRT, ex franz. Sebaa). |
| 19. März 1943      | HMS Tireless und HMS Token laufen vom Stapel. |
| 22. März 1943      | HMS Tribune torpediert und beschädigt zehn Seemeilen nordwestlich von Kap Suvero (Italien) bei 39° 14′ N, 15° 59′ O den deutschen Tanker Präsident Herrenschmidt (9103 BRT). |
| 23. März 1943      | - Die niederländische Koninklijke Marine stellt die Zwaardvisch (ex HMS Talent (I)) in Dienst. - Die Royal Navy erklärt die HMS Turbulent (N98) offiziell als vermisst. |
| 24. März 1943      | HMS Trenchant läuft vom Stapel. |
| 28. März 1943      | - HMS Torbay torpediert und versenkt vor Kap Scalea (Italien) bei 39° 5′ N, 15° 46′ O den französischen Frachter Lillios (3680 BRT). - Die Royal Navy meldet die HMS Thunderbolt (ex HMS Thetis, N25) als vermisst. Das U-Boot wurde schon am 14. März von einer italienischen Korvette versenkt. |
| 29. März 1943      | HMS Tapir (P335, später niederländisch: Zeehond) wird bei Vickers-Armstrong in Barrow-in-Furness auf Kiel gelegt. |
| 30. März 1943      | HMS Tribune greift 50 Seemeilen nördlich von Ustica bei 39° 37′ N, 13° 15′ O den italienischen Frachter Benevento (5229 BRT) erfolglos mit vier Torpedos an. |
| 1. April 1943      | HMS Torbay versenkt vor Punta Licosa bei 40° 15′ N, 14° 54′ O das italienische Fischfangfahrzeug Madonna di Porto Salvo (21 BRT) mit dem Deckgeschütz. |
| 3. April 1943      | HMS Trident greift vor La Spezia ein U-Boot erfolglos mit sechs Torpedos an. |
| 5. April 1943      | HMS Thor (P349) wird auf der Portsmouth Dockyard in Portsmouth (England) auf Kiel gelegt. Das U-Boot wird nicht fertiggestellt und 1946 verschrottet. |
| 6. April 1943      | HMS Tantivy läuft vom Stapel. |
| 7. April 1943      | HMS Tuna torpediert und versenkt nordwestlich von Narvik bei 69° 38′ N, 5° 40′ W das deutsche U-Boot U 644. |
| 8. April 1943      | HMS Tiara (P351) wird auf der Portsmouth Dockyard in Portsmouth auf Kiel gelegt. Das U-Boot wird nicht fertiggestellt und 1947 verschrottet. |
| 9. April 1943      | HMS Trident greift bei Korsika ein italienisches U-Boot erfolglos mit zwei Torpedos an. |
| 11. April 1943     | HMS Torbay meldet, vor Korfu ein Segelschiff mit dem Deckgeschütz versenkt zu haben. |
| 12. April 1943     | Die Royal Navy stellt HMS Tally-Ho in Dienst. |
| 13. April 1943     | HMS Taurus versenkt 30 Seemeilen südöstlich von Bastia (Korsika) bei 42° 19′ N, 9° 53′ O das portugiesische Schiff Santa Irene (520 BRT) mit dem Deckgeschütz. |
| 14. April 1943     | - HMS Trident greift südöstlich von Kap Mele bei 43° 51′ N, 8° 19′ O den deutschen Hilfs-U-Jäger UJ 2202 mit dem Deckgeschütz an, erreicht aber keinen Kampferfolg. - HMS Tuna greift südlich von Jan Mayen das deutsche U-Boot U 302 erfolglos mit vier Torpedos an. - HMS Taurus versenkt vor der Ostküste Korsikas bei 42° 16′ N, 9° 36′ O den kleinen italienischen Tanker Alcione C. (521 BRT) mit dem Deckgeschütz. |
| 15. April 1943     | HMS Taurus versenkt 52 Seemeilen südwestlich von Civitavecchia (Italien) bei 41° 32′ N, 10° 47′ O das italienische Segelschiff Luigi (433 BRT) mit dem Deckgeschütz. |
| 5. Mai 1943        | HMS Tactician versenkt zehn Seemeilen westlich von Grosseto (Italien) bei 42° 34′ N, 10° 45′ O das italienische Hilfspatrouillenboot V17/Pia (385 BRT) mit Bordartillerie. |
| 12. Mai 1943       | HMS Trident greift östlich von Cevrione (Korsika) bei 42° 27′ N, 9° 53′ O das italienische Transportschiff Agnani (5718 BRT) erfolglos mit sechs Torpedos an. |
| 14. Mai 1943       | HMS Trident greift nordwestlich von Korsika bei 43° 5′ N, 8° 4′ O das französische Passagier- und Frachtschiff Cap Corse (2444 BRT) erfolglos mit vier Torpedos an. (Italienische Quellen geben die Koordinaten 43° 3′ N, 8° 3′ O an.) |
| 24. Mai 1943       | Turpin (P354, später israelisch: Leviathan) wird auf der Chatham Dockyard (Chatham) auf Kiel gelegt. |
| 30. Mai 1943       | HMS Trespasser greift im Golfe du Lion irrtümlich den Kadaver eines treibenden toten Wales mit drei Torpedos an. |
| 2. Juni 1943       | Die Royal Navy stellt HMS Tantalus in Dienst. |
| 3. Juni 1943       | HMS Taurus versenkt in der Ägäis bei 38° 24′ N, 24° 14′ O zwei Segelschiffe mit dem Deckgeschütz. |
| 4. Juni 1943       | HMS Truculent torpediert und versenkt nordöstlich der Färöer bei 64° 28′ N, 3° 9′ W das deutsche U-Boot U 308. |
| 6. Juni 1943       | HMS Taurus versenkt westlich von Mytilene bei 39° 25′ N, 24° 43′ O ein griechisches Segelschiff mit dem Deckgeschütz. |
| 8. Juni 1943       | HMS Trespasser greift vor Toulon den deutschen Hilfs-U-Jäger UJ 6073/Nimeth Allah erfolglos mit sechs Torpedos an. |
| 11. Juni 1943      | HMS Taurus versenkt vor Tilos sieben griechische Segelschiffe mit dem Deckgeschütz und ein weiteres durch Rammen. |
| 12. Juni 1943      | - HMS Tactician versenkt fünf Seemeilen nordöstlich von Bari das italienische Segelschiff Bice (1459 BRT) mit dem Deckgeschütz. - HMS Tarn (P336, später niederländisch: Tijgerhaai) wird bei Vickers-Armstrong in Barrow-in-Furness auf Kiel gelegt. |
| 14. Juni 1943      | HMS Tactician torpediert und beschädigt vor der albanischen Küste den italienischen Frachter Rosandra (8035 BRT). Das Schiff sinkt am Folgetag. |
| 19. Juni 1943      | HMS Telemachus läuft vom Stapel. |
| 27. Juni 1943      | HMS Trident versenkt nördlich von Kreta ein Segelschiff mit dem Deckgeschütz. |
| 2. Juli 1943       | HMS Trident versenkt vor Rhodos drei Segelschiffe mit dem Deckgeschütz. |
| 3. Juli 1943       | HMS Trident torpediert und beschädigt westlich von Leros bei 37° 3′ N, 26° 7′ O das italienische Frachtschiff Vesta (3351 BRT). |
| 4. Juli 1943       | HMS Trident versenkt vor Symi zwei Segelschiffe mit dem Deckgeschütz. Eines der versenkten Schiffe ist die türkische (neutrale) Sisman (73 BRT). |
| 8. Juli 1943       | - HMS Trident beschädigt mit dem Bordgeschütz 20 Seemeilen nördlich des Doro-Kanals das deutsche Patrouillenfahrzeug GA 41/Tassia Christa. - HMS Taurus torpediert und beschädigt vor Skyros den griechischen Frachter Konstantinos Louloudis (4697 BRT). Außerdem werden zwei griechische Segelschiffe mit dem Deckgeschütz versenkt. |
| 9. Juli 1943       | HMS Taurus versenkt bei Chios vier Segelschiffe mit zwei Torpedos und Bordartillerie. Zwei weitere Segelschiffe werden beschädigt. |
| 12. Juli 1943      | HMS Taurus versenkt im Thermaischen Golf den griechischen Transporter Romano (39 BRT) und zwölf weitere Segelschiffe mit dem Deckgeschütz. |
| 13. Juli 1943      | HMS Trespasser versenkt 25 Seemeilen südlich von Bastia das italienische Hilfspatrouillenboot V8/Filippo (242 BRT) mit dem Deckgeschütz. |
| 17. Juli 1943      | - HMS Torbay versenkt fünf Seemeilen westlich von Civitavecchia das italienische Segelschiff Pozzalo (127 BRT). - HMS Talent (I) läuft vom Stapel. |
| 18. Juli 1943      | HMS Torbay versenkt mit dem Deckgeschütz südöstlich der Insel Giglio das italienische Hilfspatrouillenboot V 90/San Girolamo (109 BRT). |
| 23. Juli 1943      | HMS Torbay torpediert und versenkt vor Civitavecchia bei 42° 4′ N, 11° 47′ O italienische Schiff Aderno (2609 BRT, ex britisch Ardeola). |
| 25. Juli 1943      | Die Royal Navy stellt HMS Tantivy in Dienst. |
| 29. Juli 1943      | HMS Trooper torpediert und versenkt südlich der Straße von Otranto bei 39° 48′ N, 18° 43′ O das italienische Transport-U-Boot Pietro Micca (1371 ts). |
| 29. August 1943    | HMS Trident greift in der Straße von Malakka den japanischen Kreuzer Kashii mit einem Fächer aus allen Bugtorpedorohren an. Die acht Torpedos verfehlen das Ziel. |
| 31. August 1943    | HMS Torbay versenkt mit dem Deckgeschütz 15 Seemeilen westlich von Kos das italienische Segelschiff Columbo (15 BRT). |
| 31. August 1943    | HMS Terrapin läuft vom Stapel. |
| 2. September 1943  | HMS Torbay torpediert und versenkt vor Paros bei 37° 11′ N, 25° 20′ O den italienischen Transporter Versilia (591 BRT). |
| 5. September 1943  | HMS Trooper versenkt mit dem Deckgeschütz vor der griechischen Insel Skiathos ein Segelschiff. Die Trooper meldet die Beschädigung zweier weiterer gegnerischer Einheiten. |
| 23. September 1943 | Trasher und Truculent schleppen gemeinsam mit vier S-Klasse-U-Booten sechs Kleinst-U-Boote der X-Klasse vor den Altafjord in Nordnorwegen, wo im Rahmen der Operation Source die deutschen Schlachtschiffe Tirpitz und Scharnhorst vermint werden sollen. Die Tirpitz wird schwer beschädigt und ist bis März 1944 nicht mehr fahrbereit. |
| 26. September 1943 | HMS Trooper verlässt die Basis in Beirut (Libanon), um in der Ägäis vor dem Dodekanes zu patrouillieren. Seitdem gibt es keine Nachricht von dem U-Boot. Vermutlich lief die Trooper bei der griechischen Insel Leros auf eine deutsche Seemine. Das U-Boot wird seit dem 17. Oktober 1943 offiziell vermisst. Es gab keine Überlebenden. |
| 28. September 1943 | HMS Totem läuft vom Stapel. |
| 15. Oktober 1943   | HMS Torbay versenkt vor Kalymnos den italienischen Frachter Tarquinia (749 BRT) mit Torpedos und vor Leros ein griechisches Fischfangfahrzeug mit dem Deckgeschütz. Nach diesen Angriffen wird das U-Boot von dem deutschen U-Jäger GA 45 mit fünf Wasserbomben angegriffen. Kommandant Clutterbuck lässt die Torbay auftauchen, um den Angreifer mit Artillerie anzugreifen, was aber misslingt, da auch das deutsche Schiff sein Bordgeschütz zum Einsatz bringt. Die Torbay kann unbeschädigt entkommen. |
| 16. Oktober 1943   | Torbay torpediert östlich von Naxos bei 36° 59′ N, 26° 10′ O den deutschen Truppentransporter Kari (1925 BRT) und den italienischen Transporter Trapani (1855 BRT). Die Kari (ex franz. Ste. Collette, ex norweg. Kari) wird versenkt, die Trampani beschädigt. Die Trampani wurde schon in der Vornacht von dem britischen Zerstörer Hursley und dem griechischen Geleitzerstörer Miaoulis angegriffen und beschädigt. Das Schiff wird in der folgenden Nacht von den britischen Zerstörern Penn und Jervis versenkt. |
| 17. Oktober 1943   | Die Royal Navy erklärt HMS Trooper (N91) als vermisst. Vermutlich ging das U-Boot durch einen Minentreffer verloren. |
| 18. Oktober 1943   | Die Royal Navy stellt HMS Tradewind in Dienst. |
| 25. Oktober 1943   | Die Royal Navy stellt HMS Telemachus in Dienst. |
| 26. Oktober 1943   | HMS Thermopylae (P355) wird auf der Chatham Dockyard auf Kiel gelegt. |
| 30. Oktober 1943   | HMS Thorough läuft vom Stapel. |
| 10. November 1943  | HMS Tally-Ho torpediert und versenkt in der nördlichen Malakkastraße bei 6° 12′ N, 99° 25′ O den japanischen Transporter Kisogawa Maru (1914 BRT). |
| 13. November 1943  | HMS Taurus torpediert und versenkt südlich von Penang (Malaya) bei 5° 17′ N, 100° 5′ O das japanische U-Boot I-34. |
| 21. November 1943  | HMS Torbay versenkt westlich von Psathoura bei 39° 30′ N, 24° 10′ O ein griechisches Segelschiff. |
| 22. November 1943  | HMS Torbay torpediert und versenkt nördlich von Skiathos bei 39° 24′ N, 23° 24′ O ein deutsches Schwimmdock. |
| 26. November 1943  | HMS Torbay greift vor Lemnos den deutschen Frachter Salomea (751 BRT) erfolglos mit drei Torpedos an. |
| 27. November 1943  | HMS Torbay torpediert und versenkt vor Karlovasi bei 37° 47′ N, 26° 38′ O den deutschen Truppentransporter Palma (2609 BRT). |
| 29. November 1943  | HMS Tarn läuft vom Stapel. |
| 25. Dezember 1943  | HMS Torbay beschädigt vor Kap Stavros (Kreta) ein Segelschiff mit dem Deckgeschütz. |

## 1944
Im Jahr 1944 werden drei Einheiten auf Kiel gelegt. Die Bauaufträge für drei weitere U-Boote werden annulliert. Die Royal Navy stellt zehn Neubauten in Dienst. Es kommt zu keinen Verlusten. Der Einsatzschwerpunkt hat sich endgültig nach Asien verlagert. Die U-Boote verminen Teile der Malakkastraße und versenken viele kleine ungeschützte japanische Küstentransportschiffe. Außerdem sind die britischen U-Boote in geringerem Umfang in der Nordsee aktiv.
| Datum              | Bemerkung |
| ------------------ | --- |
| 11. Januar 1944    | HMS Tally-Ho torpediert und versenkt zehn Seemeilen nordwestlich von Penang bei 5° 26′ N, 99° 52′ O den japanischen leichten Kreuzer Kuma |
| 15. Januar 1944    | HMS Tally-Ho torpediert und versenkt südlich von Port Blair (Andamanen) bei 10° 3′ N, 93° 5′ O den japanischen Militärtransporter Ryuko Maru (2963 BRT). |
| 16. Januar 1944    | Die Royal Navy stellt HMS Tudor in Dienst. |
| 22. Januar 1944    | Die Royal Navy stellt HMS Terrapin in Dienst. |
| 26. Januar 1944    | HMS Torbay greift südlich von Amorgos den deutschen Transporter Leda (4572 BRT) erfolglos mit fünf Torpedos an. |
| 27. Januar 1944    | HMS Templar beschädigt in der Malakkastraße bei 4° 54′ N, 98° 28′ O den japanischen leichten Kreuzer Kitikami mit zwei Torpedos. |
| 31. Januar 1944    | HMS Torbay versenkt südlich von Lemnos ein griechisches Segelschiff mit dem Deckgeschütz. |
| 6. Februar 1944    | HMS Taurus versenkt südwestlich von Sumatra (Niederländisch Ostindien) einen japanischen Schlepper und einen Leichter mit dem Deckgeschütz. |
| 7. Februar 1944    | HMS Taku versenkt 20 Seemeilen nördlich von Stavanger (Norwegen) den deutschen Frachter Rheinhausen (6298 BRT) mit Torpedos. |
| 12. Februar 1944   | HMS Taku torpediert vor Stavanger den deutschen Frachter Harm Fritzen (4818 BRT). Das Transportschiff wird schwer beschädigt und läuft auf Grund, kann aber später geborgen werden. |
| 13. Februar 1944   | HMS Taku versenkt im Boknafjord acht Seemeilen südlich von Skudeneshavn bei 59° 8′ N, 5° 24′ O den deutschen Transporter Hans Bornhofen (2130 BRT) mit Torpedos. |
| 14. Februar 1944   | HMS Tally-Ho torpediert und versenkt in der Malakkastraße südlich von Penang bei 4° 27′ N, 100° 11′ O das deutsche U-Boot UIT 23 (ex italienisch: Reginaldo Giuliani). Es gibt 26 Tote und 14 Überlebende. |
| 18. Februar 1944   | HMS Trespasser torpediert und beschädigt vor Birma bei 7° 55′ N, 93° 3′ O das japanische Hilfs-Kanonenboot Eifuku Maru (3520 BRT) mit dem Deckgeschütz. |
| 20. Februar 1944   | HMS Tactician greift nördlich von Sumatra bei 5° 53′ N, 96° 46′ O ein japanisches U-Boot erfolglos mit fünf Torpedos an. |
| 21. Februar 1944   | HMS Tally-Ho torpediert und versenkt in der Malakkastraße bei 4° 0′ N, 101° 0′ O den japanischen Militärtransporter Daigen Maru No. 6 (510 BRT). |
| 22. Februar 1944   | HMS Truncheon läuft vom Stapel. |
| 25. Februar 1944   | HMS Tiptoe läuft vom Stapel. |
| 26. Februar 1944   | Die Royal Navy stellt HMS Trenchant in Dienst. |
| 28. Februar 1944   | HMS Tactician versenkt vor Penang eine kleine japanische Einheit. |
| 1. März 1944       | Die Royal Navy stellt HMS Thorough in Dienst. |
| 24. März 1944      | - HMS Taku greift 25 Seemeilen westlich von Namsos (Norwegen) bei 64° 33′ N, 10° 37′ O den im deutschen Geleitzug Dr-139-Bo fahrenden ex-norwegischen Frachter Moshill (2959 BRT) mit fünf Torpedos erfolglos an. - HMS Terrapin greift vor Egersund (Norwegen) einen deutschen Geleitzug an und beschädigt den Seeflugzeugtender Schwabenland (8186 BRT) und den Tanker Wörth (6256 BRT) mit Torpedos. Die Schwabenland wird auf Grund gesetzt. Die Wörth wird abgeschleppt.                                     |
| 25. März 1944      | HMS Trump läuft vom Stapel. |
| 28. März 1944      | HMS Truculent torpediert und versenkt in der Malakkastraße bei 3° 38′ N, 100° 50′ O den japanischen Militärtransporter Yasushima Maru (1910 BRT). |
| April 1944         | HMS Taku läuft auf eine Seemine und wird beschädigt. |
| 1. April 1944      | HMS Truculent versenkt in der Malakkastraße die kleine japanische Einheit Mantai mit Sprengladungen. |
| 17. April 1944     | HMS Teredo (P338) wird bei Vickers-Armstrong in Barrow-in-Furness auf Kiel gelegt. |
| 18. April 1944     | - HMS Taurus verlegt vor Penang Seeminen. - HMS Thor und HMS Tiara laufen vom Stapel. Beide U-Boote werden nicht mehr in Dienst gestellt und nach Kriegsende verschrottet. |
| 19. April 1944     | HMS Tantalus versenkt in der Malakkastraße den malaiischen Schlepper Kampung Besar mit dem Deckgeschütz. |
| 22. April 1944     | HMS Taurus versenkt vor der Küste Malayas bei 7° 10′ N, 99° 20′ O das japanische Bergungsschiff Hokuan I-Go (558 BRT) und einen Schlepper mit dem Deckgeschütz. |
| 27. April 1944     | Das japanische U-Boot I-37 wird südlich von Penang bei 5° 3′ N, 100° 12′ O durch einen Minentreffer beschädigt. Die Seemine wurde wahrscheinlich von HMS Taurus am 18. April 1944 verlegt. |
| 29. April 1944     | HMS Tantalus versenkt in der Malakkastraße das malaiische Schiff Pulo Salanama mit dem Deckgeschütz. |
| 3. Mai 1944        | HMS Tantalus torpediert und versenkt 40 Seemeilen südlich von Port Blair bei 11° 0′ N, 92° 0′ O den japanischen Militärtransporter Amagi Maru (3165 BRT). |
| 7. Mai 1944        | HMS Tantivy versenkt ein siamesisches (thailändisches) Segelschiff vor der Westküste Siams (Thailands). |
| 12. Mai 1944       | Der japanische Transporter Kasumi Maru (971 BRT) läuft in der Malakkastraße bei 3° 50′ N, 99° 30′ O auf eine von HMS Taurus verlegte Seemine und sinkt. |
| 13. Mai 1944       | Die Royal Navy stellt HMS Thule in Dienst. |
| 14. Mai 1944       | HMS Tally-Ho verlegt in der Malakkastraße Seeminen. |
| 18. Mai 1944       | Der japanische Tanker Nichiyoku Maru (1945 BRT) läuft bei 3° 41′ N, 99° 4′ O auf eine von HMS Tally-Ho gelegte Seemine und wird beschädigt. |
| 27. Mai 1944       | HMS Tactician versenkt zwei siamesische Segelschiffe vor der Westküste Siams. |
| 29. Mai 1944       | HMS Templar torpediert und versenkt in der Malakkastraße den japanischen Frachter Tyokai Maru (2658 BRT). |
| 2. Juni 1944       | HMS Tantalus verlegt in der Malakkastraße Seeminen. |
| 4. Juni 1944       | HMS Templar verlegt in der Malakkastraße Seeminen. |
| 7. Juni 1944       | - HMS Tantivy verlegt in der Malakkastraße Seeminen. - HMS Taciturn läuft vom Stapel. |
| 10. Juni 1944      | HMS Tantalus versenkt in der Malakkastraße bei 3° 5′ N, 99° 56′ O den japanischen Militärtransporter Hiyoshi Maru (ex Niederländisch: Mandar, 536 BRT) mit dem Deckgeschütz. |
| 12. Juni 1944      | Die Royal Navy stellt HMS Tiptoe in Dienst. |
| 17. Juni 1944      | HMS Truculent versenkt im südlichen Teil der Malakkastraße ein japanisches Segelschiff mit dem Deckgeschütz. |
| 24. Juni 1944      | HMS Truculent verlegt in der Malakkastraße Seeminen. |
| 25. Juni 1944      | HMS Truculent versenkt in der Malakkastraße ein japanisches Segelschiff mit dem Deckgeschütz. |
| 26. Juni 1944      | HMS Truculent torpediert und versenkt etwa 60 Seemeilen südöstlich von Medan (Sumatra) bei 3° 15′ N, 99° 46′ O den japanischen Frachter Harugiku Maru (3040 BRT). |
| 27. Juni 1944      | HMS Truculent versenkt in der Malakkastraße ein japanisches Segelschiff mit dem Deckgeschütz. |
| 28. Juni 1944      | HMS Truculent versenkt in der Malakkastraße ein japanisches Segelschiff mit dem Deckgeschütz. |
| 29. Juni 1944      | HMS Truculent versenkt in der Malakkastraße ein japanisches Segelschiff mit Sprengladungen. |
| 8. Juli 1944       | Die Royal Navy stellt HMS Trump in Dienst. |
| 16. Juli 1944      | HMS Templar greift in der Malakkastraße das deutsche Versorgungs-U-Boot U 1062 erfolglos mit Torpedos an. |
| 17. Juli 1944      | HMS Tantalus greift in der Malakkastraße das japanische U-Boot I-166 erfolglos mit Torpedos an. Das japanische U-Boot wird am selben Tag von der HMS Telemachus torpediert und versenkt. |
| 3. August 1944     | Der japanische Minenleger Hatsutaka (1860 ts) läuft vor Klang (Malaya) bei 2° 51′ N, 101° 15′ O auf eine von HMS Truculent gelegte Seemine und wird beschädigt. |
| 5. August 1944     | - HMS Terrapin beschießt japanische Stellungen bei Gunungsitoli (Nias, Niederländisch-Ostindien). Am selben Tag wird ein Küstenmotorschiff versenkt und ein weiteres beschädigt. - HMS Turpin läuft vom Stapel. |
| 9. August 1944     | HMS Trenchant versenkt vor der Südwestküste Sumatras bei 4° 29′ S, 102° 54′ O das japanische Fischereifahrzeug Hiyoshi Maru No. 3 (48 BRT) und zwei weitere kleine Einheiten mit dem Deckgeschütz. |
| 18. August 1944    | Zwaardvisch versenkt in der Malakkastraße bei 4° 0′ N, 99° 32′ O das Segelschiff Kim Hup Soen (48 BRT) mit Bordartillerie. |
| 19. August 1944    | Zwaardvisch versenkt in der Malakkastraße bei 4° 30′ N, 98° 15′ O zwei Segelschiffe mit Bordartillerie. |
| 21. August 1944    | - Zwaardvisch versenkt in der Malakkastraße bei 4° 15′ N, 99° 14′ O ein Segelschiff mit Bordartillerie. - HMS Tapir läuft vom Stapel. |
| 22. August 1944    | - HMS Tally-Ho versenkt in der Malakkastraße ein japanisches Küstenmotorschiff mit dem Deckgeschütz. - HMS Tudor versenkt nördlich von Sumatra ein Segelschiff mit dem Deckgeschütz. |
| 24. August 1944    | HMS Tally-Ho versenkt in der Malakkastraße drei kleine japanische Segelschiffe mit dem Deckgeschütz. |
| 31. August 1944    | HMS Tantalus versenkt in der Malakkastraße ein siamesisches Segelschiff mit dem Deckgeschütz. Die Versenkung eines weiteren Segelschiffes wird gemeldet. |
| 4. September 1944  | HMS Tantalus meldet die Beschädigung eines Schleppers in der Malakkastraße. |
| 5. September 1944  | HMS Tantivy torpediert und versenkt in der Semangka-Bucht bei 5° 44′ S, 104° 58′ O den japanischen Frachter Shiretoko Maru (ex niederländisch: Siberoet, 1799 BRT). |
| 6. September 1944  | HMS Tabard (P342) wird bei Scott’s Shipbuilding & Engineering Co. in Greenock auf Kiel gelegt. |
| 16. September 1944 | - HMS Tradewind bringt vor der Sundastraße zwei kleine japanische Einheiten auf und versenkt sie mit Sprengladungen. - HMS Trenchant verlegt in der Malakkastraße bei 4° 8′ N, 98° 15′ O Seeminen. |
| 18. September 1944 | HMS Tradewind torpediert und versenkt 18 Seemeilen südlich von Mukomuko (Sumatra) bei 2° 52′ S, 101° 12′ O den japanischen Militärtransporter Junyo Maru (5065 BRT). Das japanische Höllenschiff transportiert 4200 indonesische Zwangsarbeiter und 2300 alliierte Kriegsgefangene. 5620 Personen werden getötet. |
| 19. September 1944 | HMS Trenchant rammt östlich von Sumatra zwei siamesische Segelschiffe und versenkt sie. |
| 23. September 1944 | HMS Trenchant torpediert und versenkt in der Malakkastraße nordwestlich von Penang bei 5° 46′ N, 100° 4′ O das deutsche U-Boot U 859. |
| 24. September 1944 | HMS Tudor verlegt vor der Westküste Siams Seeminen. |
| 27. September 1944 | HMS Thorough versenkt nördlich von Sumatra eine kleine japanische Einheit. |
| 4. Oktober 1944    | HMS Tally-Ho beschädigt in der Malakkastraße ein kleines japanisches Motorschiff mit dem Deckgeschütz. |
| 6. Oktober 1944    | - Zwaardvisch torpediert und versenkt in der Javasee bei 6° 20′ S, 111° 28′ O das deutsche U-Boot U 168. - HMS Tally-Ho versenkt etwa 110 Seemeilen südwestlich von Penang bei 4° 20′ N, 98° 24′ O den japanischen Hilfs-U-Jäger Cha 2 (130 ts). |
| 8. Oktober 1944    | Die Royal Navy stellt HMS Taciturn in Dienst. |
| 10. Oktober 1944   | Zwaardvisch versenkt südwestlich der indonesischen Insel Bawean bei 5° 57′ S, 112° 29′ O das japanische Patrouillenboot Koei Maru (19 BRT) mit dem Deckgeschütz. |
| 15. Oktober 1944   | Zwaardvisch versenkt vor Surabaya bei 6° 30′ S, 111° 35′ O das japanische Forschungsschiff Kaiyo Maru No. 2 (143 BRT) mit dem Deckgeschütz. |
| 17. Oktober 1944   | Zwaardvisch torpediert vor Bawean bei 5° 26′ S, 113° 48′ O die japanischen Minenleger Itsukushima (1970 ts) und Wakataka (1608 ts). Itsukushima wird versenkt und Wakataka beschädigt. |
| 21. Oktober 1944   | HMS Tantivy versenkt in der Malakkastraße mit dem Deckgeschütz die kleineren japanischen Einheiten Chokyu Maru No. 2 (136 BRT), Takasago Maru No. 3 (82 BRT), Otori Maru (198 BRT) und sechs weitere unidentifizierte Fahrzeuge. |
| 22. Oktober 1944   | HMS Tantivy versenkt vor Makassar (Sulawesi, Niederländisch-Ostindien) bei 5° 47′ S, 119° 42′ O den japanischen Aviso No. 137 (etwa 200 BRT) mit dem Deckgeschütz. Am selben Tag werden sechs weitere unidentifizierte kleinere Einheiten versenkt. |
| 23. Oktober 1944   | HMS Tantivy versenkt vor Makassar ein japanisches Segelschiff mit dem Deckgeschütz. |
| 25. Oktober 1944   | HMS Tantivy versenkt vor Sumbawa bei 8° 8′ S, 117° 45′ O den japanischen Leichter No. 136 und das japanische Motorsegelschiff Tachibana Maru No. 47 mit dem Deckgeschütz. |
| 27. Oktober 1944   | HMS Trenchant transportiert Chariot-Kleinst-U-Boote in den Hafen von Phuket, die den japanischen Militärtransporter Sumatra Maru (984 BRT, ex niederländisch: Tomori) versenken. |
| 30. Oktober 1944   | - HMS Terrapin versenkt in der Malakkastraße drei japanische Segelschiffe mit dem Deckgeschütz. - HMS Tradewind verlegt im Golf von Bengalen vor den birmanischen Mergui-Inseln (Tanintharyi) Seeminen. |
| 2. November 1944   | - HMS Tantalus greift 225 Seemeilen östlich von Singapur bei 0° 48′ N, 107° 43′ O den japanischen Frachter Hachijin Maru (1918 BRT) und den japanischen U-Jäger Ch 1 (266 ts) mit Torpedos an. Der Frachter wird versenkt, der U-Jäger beschädigt. - HMS Terrapin versenkt in der Malakkastraße bei 1° 30′ N, 103° 0′ O das japanische Hilfsschiff Kumano Maru (872 BRT). |
| 4. November 1944   | HMS Terrapin torpediert und versenkt in der Malakkastraße bei 3° 44′ N, 99° 50′ O den japanischen Minensucher W-5. |
| 8. November 1944   | HMS Tradewind versenkt vor Birma fünf japanische Segelschiffe mit dem Deckgeschütz. |
| 10. November 1944  | HMS Tradewind versenkt vor Birma zwei japanische Segelschiffe mit dem Deckgeschütz. |
| 11. November 1944  | HMS Tantalus versenkt vor der Ostküste Malayas das japanische Küstenmotorschiff Palang Maru (etwa 200 BRT) mit dem Deckgeschütz. |
| 13. November 1944  | HMS Thorough versenkt in der Malakkastraße ein japanisches Segelschiff mit dem Deckgeschütz. |
| 14. November 1944  | HMS Thorough versenkt in der Malakkastraße zwei japanische Segelschiffe mit dem Deckgeschütz und beschädigt ein weiteres. |
| 16. November 1944  | HMS Tudor versenkt vor der Westküste Sumatras eine japanische Einheit mit dem Deckgeschütz. |
| 17. November 1944  | HMS Tally-Ho versenkt in der Malakkastraße sieben japanische Segelschiffe mit Bordartillerie. |
| 18. November 1944  | HMS Tally-Ho versenkt in der Malakkastraße drei japanische Segelschiffe mit Bordartillerie. |
| 19. November 1944  | HMS Thorough verlegt in der Malakkastraße Seeminen. |
| 20. November 1944  | HMS Tally-Ho versenkt 30 Seemeilen östlich der Südspitze von Great Nicobar (Nikobaren) bei 6° 55′ N, 94° 15′ O den japanischen Hilfs-Minen-Leger Ma 4 (215 ts). |
| 22. November 1944  | HMS Thorough versenkt in der Malakkastraße ein japanisches Segelschiff mit dem Deckgeschütz. |
| 16. Dezember 1944  | HMS Thule verlegt vor der Insel Terutan zwölf Seeminen. |
| 18. Dezember 1944  | Die Royal Navy stellt HMS Turpin in Dienst. |
| 21. Dezember 1944  | HMS Trenchant versenkt vor der Ostküste Sumatras zwei japanische Landungsboote mit dem Deckgeschütz. |
| 22. Dezember 1944  | - HMS Terrapin versenkt gemeinsam mit HMS Trenchant bei 1° 4′ S, 104° 34′ O den japanischen Tanker Yaei Maru No. 6 (834 BRT) mit Bordartillerie. - HMS Tudor versenkt vor Birma ein japanisches Segelschiff mit dem Deckgeschütz. |
| 23. Dezember 1944  | HMS Thorough verlegt in der Malakkastraße Seeminen. |
| 24. Dezember 1944  | HMS Tudor versenkt vor Birma zwei japanische Segelschiffe mit dem Deckgeschütz. |
| 25. Dezember 1944  | - HMS Terrapin versenkt gemeinsam mit HMS Trenchant den japanischen Hilfsminensucher Reisui Maru (219 BRT). Die beiden U-Boote melden außerdem die Versenkung eines Fischfangfahrzeuges und dreier Küstenmotorschiffe. - HMS Tudor versenkt vor Birma zwei japanische Segelschiffe mit dem Deckgeschütz. |
| 27. Dezember 1944  | HMS Tudor versenkt vor Birma ein japanisches Segelschiff mit dem Deckgeschütz. |
| 28. Dezember 1944  | HMS Thule torpediert erfolglos vor Penang ein U-Boot. Wahrscheinlich handelt es sich um die japanische RO-113. |
| 29. Dezember 1944  | - HMS Terrapin versenkt in der Malakkastraße ein japanisches Segelschiff mit dem Deckgeschütz. - HMS Thorough versenkt vor der Westküste Siams zwei japanische Segelschiffe. - HMS Thule versenkt zwischen dem 17. und dem 29. Dezember in der Malakkastraße 13 Dschunken, zwei Leichter und fünf Sampans mit dem Deckgeschütz. - HMS Trenchant versenkt in der Malakkastraße zwei japanische Segelschiffe mit dem Deckgeschütz. - HMS Tudor versenkt vor Birma ein japanisches Segelschiff mit dem Deckgeschütz. |
| 30. Dezember 1944  | - HMS Terrapin versenkt in der Malakkastraße zwei japanische Segelschiffe mit dem Deckgeschütz. - HMS Trenchant versenkt in der Malakkastraße ein japanisches Segelschiff mit dem Deckgeschütz. - Die Royal Navy stellt HMS Tapir in Dienst. |
| 31. Dezember 1944  | HMS Trenchant versenkt in der Malakkastraße zwei japanische Segelschiffe mit dem Deckgeschütz. |

## 1945
Im letzten Kriegsjahr werden keine neuen Einheiten mehr aufgelegt. Sieben Einheiten werden in Dienst gestellt, von denen eines die Niederländische Marine erhält. Nach der deutschen Kapitulation am 8. Mai kommen die U-Boote nur noch in Asien zum Kampfeinsatz. Am 19. Mai wird die HMS Terrapin von einem japanischen Geleitfahrzeug so schwer beschädigt, dass sie später als Totalverlust abgeschrieben wird. Die Terrapin ist bis heute der letzte britische Kampfverlust eines U-Bootes. Der Zweite Weltkrieg endet am 15. August mit einer im Radio veröffentlichten Kapitulationserklärung des japanischen Kaisers Hirohito. Die japanische Kapitulation wird am 2. September offiziell unterzeichnet. Bis zum Ende des Jahres werden die ersten drei Einheiten außer Dienst gestellt und zur Verschrottung verkauft.
Im Krieg wurden 51 Einheiten in Dienst gestellt, von denen 16 bei Kampfhandlungen verloren gingen.
| Datum             | Bemerkung |
| ----------------- | --- |
| 1. Januar 1945    | - HMS Thorough versenkt vor der Westküste Siams ein japanisches Segelschiff mit dem Deckgeschütz. - Der japanische Frachter Kyokko Maru (593 BRT) läuft bei den Mergui-Inseln bei 12° 26′ N, 98° 39′ O auf von HMS Tradewind gelegte Seeminen und sinkt. |
| 9. Januar 1945    | Die Royal Navy stellt HMS Totem in Dienst. |
| 22. Januar 1945   | HMS Thrasher versenkt mit Bordartillerie vor der Westküste Siams vier japanische Segelschiffe. |
| 23. Januar 1945   | Der japanische Frachter Nikkaku maru (1946 BRT) und der Tanker Hozan maru I go (868 BRT) laufen in der Malakkastraße bei 4° 8′ N, 98° 15′ O auf von HMS Trenchant am 16. September 1944 gelegte Seeminen und sinken. |
| 27. Januar 1945   | HMS Thrasher versenkt mit Bordartillerie vor der Westküste Siams drei japanische Segelschiffe. |
| 28. Januar 1945   | HMS Thrasher versenkt mit Bordartillerie vor der Westküste Siams drei japanische Segelschiffe. |
| 30. Januar 1945   | HMS Tantalus versenkt in der Bangkastraße (zwischen Bangka und Sumatra, Niederländisch-Ostindien) bei 1° 26′ S, 105° 1′ O das japanische Fischfangfahrzeug Taisei Maru No. 12 (120 BRT) mit dem Deckgeschütz. |
| 31. Januar 1945   | HMS Tantalus versenkt im südlichen Teil des Südchinesischen Meeres eine japanische Einheit mit dem Deckgeschütz. |
| 1. Februar 1945   | HMS Tantalus versenkt im Süden des Südchinesischen Meeres einen japanischen Schlepper und drei Leichter mit dem Deckgeschütz. |
| 3. Februar 1945   | HMS Tantivy versenkt im Hafen von Panjang (Sumatra) zwei japanische Küstenmotorschiffe und einen Schlepper. |
| 13. Februar 1945  | - HMS Thorough versenkt vor der Westküste Siams ein japanisches Segelschiff mit dem Deckgeschütz. - Talent (III) (P337) läuft bei Vickers-Armstrong in Barrow-in-Furness vom Stapel. |
| 14. Februar 1945  | HMS Thorough versenkt vor der Westküste Siams ein japanisches Küstenmotorschiff und ein Segelschiff mit dem Deckgeschütz. |
| 15. Februar 1945  | HMS Thorough versenkt vor der Westküste Siams ein japanisches Segelschiff mit dem Deckgeschütz. |
| 16. Februar 1945  | - HMS Thorough versenkt vor der Westküste Siams drei japanische Segelschiffe mit dem Deckgeschütz. - Zwaardvisch wird in der Lombokstraße von einem japanischen Flugzeug schwer beschädigt. USS Charr eskortiert das angeschlagene Boot zur Basis in Fremantle. |
| 18. Februar 1945  | HMS Thorough versenkt vor der Westküste Siams fünf japanische Segelschiffe mit dem Deckgeschütz. |
| 23. Februar 1945  | HMS Thorough versenkt vor der Westküste Siams mit dem Deckgeschütz zwei japanische Segelschiffe, ein Küstenmotorschiff und einen Leichter. |
| 24. Februar 1945  | - HMS Terrapin und HMS Trenchant versenken gemeinsam in der Malakkastraße vier japanische Küstenmotorschiffe mit ihren Deckgeschützen. Terrapin versenkt außerdem eine weitere kleine Einheit. Zusätzlich versenkt Trenchant zwei Leichter, drei Dschunken und eine weitere kleine Einheit. - HMS Thorough versenkt vor der Westküste Siams drei japanische Segelschiffe mit dem Deckgeschütz. |
| 25. Februar 1945  | HMS Trenchant versenkt in der Malakkastraße bei 3° 7′ N, 99° 56′ O ein japanisches Segelschiff mit dem Deckgeschütz. |
| 28. Februar 1945  | HMS Thorough versenkt vor der Westküste Siams zwei japanische Segelschiffe mit dem Deckgeschütz. |
| 1. März 1945      | HMS Terrapin versenkt in der Malakkastraße zwei japanische Segelschiffe mit dem Deckgeschütz. |
| 2. März 1945      | HMS Terrapin versenkt in der Malakkastraße bei 3° 28′ N, 101° 0′ O ein japanisches Segelschiff mit dem Deckgeschütz. |
| 4. März 1945      | HMS Terrapin und HMS Trenchant versenken gemeinsam in der Malakkastraße 85 Seemeilen südlich von Penang bei 4° 4′ N, 100° 35′ O den japanischen U-Jäger Ch 8 mit Bordartillerie. |
| 9. März 1945      | HMS Trenchant versenkt in der Malakkastraße einen japanischen Schlepper und einen Leichter mit dem Deckgeschütz. |
| 16. März 1945     | - HMS Thrasher versenkt vor Birma ein japanisches Segelschiff mit dem Deckgeschütz. - HMS Torbay beschädigt vor der Westküste Siams ein japanisches Küstenmotorschiff mit dem Deckgeschütz. |
| 18. März 1945     | HMS Thrasher versenkt vor der Westküste Birmas ein japanisches Segelschiff mit dem Deckgeschütz. |
| 19. März 1945     | HMS Thrasher versenkt vor der Westküste Siams drei japanische Segelschiffe mit dem Deckgeschütz. |
| 28. März 1945     | - HMS Thule versenkt vor der Westküste Siams zwei japanische Segelschiffe mit dem Deckgeschütz. - Die niederländische Koninklijke Marine stellt die Tijgerhaai (ex HMS Tarn) in Dienst. |
| 1. April 1945     | HMS Thule versenkt vor der Westküste Siams ein japanisches Segelschiff mit dem Deckgeschütz. |
| 2. April 1945     | HMS Thorough versenkt vor den Nikobaren ein japanisches Kanonenboot mit Bordartillerie. |
| 3. April 1945     | HMS Thule versenkt vor der Westküste Siams zwei japanische Segelschiffe mit dem Deckgeschütz. |
| 10. April 1945    | HMS Thorough versenkt vor der Westküste Sumatras ein japanisches Küstenmotorschiff mit dem Deckgeschütz. |
| 12. April 1945    | HMS Tapir torpediert und versenkt nordwestlich von Bergen (Norwegen) bei 60° 44′ N, 4° 39′ O das deutsche U-Boot U 486. |
| 18. April 1945    | Die Royal Navy stellt HMS Tireless in Dienst. |
| 20. April 1945    | HMS Tradewind versenkt im Golf von Thailand einen japanischen Schlepper und zwei Segelschiffe mit dem Deckgeschütz. |
| 25. April 1945    | Zwaardvisch versenkt vor Surabaya zwei malaiische Segelschiffe mit Sprengladungen. |
| 27. April 1945    | HMS Teredo läuft vom Stapel. |
| 29. April 1945    | HMS Tradewind torpediert und versenkt im Golf von Thailand bei 6° 48′ N, 101° 36′ O den japanischen Frachter Takasago Maru (1116 BRT). |
| 13. Mai 1945      | HMS Trump versenkt in der Sapudi-Straße bei 7° 5′ S, 114° 13′ O das japanische Küstenschutzboot Shosei Maru No. 15 (43 BRT) mit dem Deckgeschütz. |
| 15. Mai 1945      | HMS Tiptoe versenkt vor Simbawa ein japanisches Küstenmotorschiff mit dem Deckgeschütz. |
| 17. Mai 1945      | - HMS Terrapin versenkt in der westlichen Javasee mit dem Deckgeschütz ein japanisches Segelschiff und beschädigt ein weiteres. - HMS Tiptoe versenkt vor Simbawa ein japanisches Küstenmotorschiff mit dem Deckgeschütz. |
| 19. Mai 1945      | HMS Terrapin greift westlich von Batavia einen japanischen Tanker an und wird von den Wasserbomben der Geleitfahrzeuge schwer beschädigt. Das U-Boot kann zwar entkommen, wird aber in Australien als konstruktiver Verlust abgeschrieben. |
| 25. Mai 1945      | - HMS Trenchant versenkt östlich der indonesischen Insel Mandalike bei 6° 23′ S, 110° 55′ O den japanischen Hilfsminensucher Wa 105 (175 ts, ex niederländisch: Grissee). - HMS Trump versenkt in der Sapudi-Straße (Niederländisch Ostindien) ein japanisches Segelschiff mit dem Deckgeschütz. - Die Royal Navy stellt HMS Truncheon in Dienst.                                              |
| 28. Mai 1945      | HMS Trump versenkt in der Sapudi-Straße ein japanisches Küstenmotorschiff mit dem Deckgeschütz. |
| 1. Juni 1945      | - HMS Tiptoe torpediert und versenkt in der Javasee vor der indonesischen Insel Matasiri bei 4° 40′ S, 115° 32′ O den japanischen Frachter Tobi Maru (982 BRT). - HMS Trump versenkt nördlich von Bali ein japanisches Küstenmotorschiff mit dem Deckgeschütz. |
| 2. Juni 1945      | HMS Trident versenkt in der Malakkastraße ein japanisches Segelschiff mit Sprengladungen. |
| 3. Juni 1945      | HMS Thorough versenkt vor der malaiischen Insel Pulau Tenggol zwei japanische Küstenmotorschiffe mit dem Deckgeschütz. |
| 5. Juni 1945      | HMS Thorough versenkt vor Pulau Tenggol ein japanisches Küstenmotorschiff mit dem Deckgeschütz. |
| 8. Juni 1945      | HMS Trenchant torpediert und versenkt in der nördlichen Einfahrt der Bangka-Straße bei 9° 59′ S, 104° 56′ O den japanischen schweren Kreuzer Ashigara (13000 ts) |
| 15. Juni 1945     | HMS Taciturn versenkt nördlich von Surabaya einen japanischen Hulk (das gehobene niederländische U-Boot K XVIII) und den japanischen Hilfs-U-Jäger Cha 105 (130 ts) mit dem Deckgeschütz. |
| 17. Juni 1945     | - HMS Taciturn versenkt nördlich von Surabaya ein japanisches Segelschiff. - HMS Thorough versenkt vor Surabaya einen japanischen Trawler und ein Segelschiff. |
| 18. Juni 1945     | HMS Trident versenkt in der Malakkastraße ein japanisches Landungsboot mit dem Deckgeschütz. |
| 22. Juni 1945     | HMS Thrasher versenkt vor der Westküste Siams drei japanische Segelschiffe mit dem Deckgeschütz. |
| 24. Juni 1945     | HMS Torbay versenkt vor Sabang (Niederländisch Ostindien) ein japanisches Küstenmotorschiff mit dem Deckgeschütz. |
| 27. Juni 1945     | HMS Thermopylae läuft vom Stapel. |
| 30. Juni 1945     | HMS Torbay versenkt in der Malakkastraße zwei japanische Segelschiffe mit Sprengladungen. |
| 13. Juli 1945     | HMS Trenchant versenkt westlich von Sulawesi bei 3° 10′ S, 118° 50′ O ein japanisches Segelschiff mit dem Deckgeschütz. |
| 15. Juli 1945     | HMS Trenchant versenkt nordöstlich der Lombokstraße bei 8° 22′ S, 116° 2′ O drei kleine japanische Segelschiffe mit dem Deckgeschütz. |
| 17. Juli 1945     | HMS Thule versenkt nördlich von Java ein japanisches Küstenmotorschiff mit dem Deckgeschütz. |
| 19. Juli 1945     | HMS Thule versenkt nördlich von Java ein japanisches Küstenmotorschiff mit dem Deckgeschütz. |
| 20. Juli 1945     | HMS Thule versenkt nördlich von Java ein japanisches Küstenmotorschiff mit dem Deckgeschütz. |
| 23. Juli 1945     | HMS Tudor versenkt in der Javasee ein japanisches Küstenmotorschiff mit dem Deckgeschütz. |
| 25. Juli 1945     | HMS Thrasher versenkt nördlich der Malakkastraße ein japanisches Segelschiff mit dem Deckgeschütz. |
| 27. Juli 1945     | - HMS Thrasher versenkt im nördlichen Teil der Malakkastraße vier japanische Küstenmotorschiffe und ein Segelschiff mit dem Deckgeschütz. - Die Royal Navy stellt HMS Talent (III) in Dienst. |
| 28. Juli 1945     | HMS Tudor versenkt in der Javasee zwei japanische Küstenmotorschiffe mit dem Deckgeschütz. |
| 29. Juli 1945     | HMS Tudor versenkt in der Javasee ein japanisches Küstenmotorschiff mit dem Deckgeschütz. |
| 31. Juli 1945     | HMS Tiptoe beschädigt vor der Sundastraße ein japanisches Küstenmotorschiff mit dem Deckgeschütz. |
| 1. August 1945    | HMS Taciturn operiert gemeinsam mit HMS Thorough nördlich der Küste Balis. Taciturn versenkt mit dem Deckgeschütz zwei japanische Segelschiffe. Thorough versenkt ein Küstenmotorschiff und ein Segelschiff. |
| 2. August 1945    | HMS Thorough versenkt vor Bali ein japanisches Segelschiff mit dem Deckgeschütz. |
| 3. August 1945    | HMS Tiptoe torpediert und versenkt vor der Sundastraße bei 5° 7′ S, 106° 5′ O das japanische Bergungsschiff Tencho Maru (2608 BRT). |
| 4. August 1945    | HMS Thorough versenkt vor Bali ein japanisches Küstenmotorschiff mit dem Deckgeschütz. |
| 9. August 1945    | HMS Tiptoe und HMS Trump versenken gemeinsam in der nördlichen Sundastraße einen japanischen Tanker mit Bordartillerie. |
| 12. August 1945   | HMS Thorough versenkt vor Bali das malaiische Segelschiff Palange (120 BRT) mit dem Deckgeschütz. |
| 21. November 1945 | HMS Tabard läuft vom Stapel. |
| 5. Dezember 1945  | Die Royal Navy stellt HMS Thermopylae in Dienst. |
| 15. Dezember 1945 | Die Royal Navy stellt HMS Token in Dienst. |
| 19. Dezember 1945 | HMS Torbay (N79), HMS Truant (N68) und HMS Tuna (N94) werden zur Verschrottung verkauft. |

## Nach 1945
1946 werden die letzten zwei Einheiten in Dienst gestellt. Die verbleibenden Boote des ersten und zweiten Bauloses und noch nicht fertiggestellte U-Boote werden bis 1947 verschrottet. Viele Boote des dritten Bauloses werden bis in die 1950er nach Vorbild der deutschen U-Boot-Klasse XXI umgebaut und ähnlich dem US-amerikanischen Greater Underwater Propulsion Power Program auf hohe Unterwassergeschwindigkeiten optimiert und mit Schnorcheln ausgestattet. Die Royal Navy stellt ihr letztes T-Klasse-U-Boot 1969 außer Dienst.
Zusätzlich zu den beiden im Krieg an die Niederlande übergebenen Einheiten werden acht U-Boote an befreundete Nationen verkauft oder vermietet. Zwischen 1948 und 1953 least die niederländische Marine zwei weitere U-Boote. Das letzte niederländische U-Boot wird 1964 aus dem aktiven Dienst genommen. Die Royal Australian Navy übernimmt in den 1960ern drei Einheiten, die sie bis etwa 1968 nutzt. Der letzte Auslandskunde ist die Israelische Marine. Israel kauft 1965 drei Einheiten, die nach Umbau- und Modernisierungsmaßnahmen 1967 in Dienst gestellt werden. Ein Boot geht schon bei der Überfahrt nach Israel verloren. Das letzte israelische U-Boot der Klasse ist die Dolphin (ex HMS Truncheon), die 1975 als weltweit letztes U-Boot der T-Klasse außer Dienst gestellt wird.
| Datum              | Bemerkung |
| ------------------ | --- |
| 17. Februar 1946   | HMS Trident (N52) wird zur Verschrottung verkauft und in Newport (England) abgebrochen. |
| 13. April 1946     | Die Royal Navy stellt HMS Teredo in Dienst. |
| Juni 1946          | - HMS Terrapin (P323) wird verschrottet. - HMS Tuna (N94) wird in Briton Ferry, Wales, verschrottet. |
| 25. Juni 1946      | Die Royal Navy stellt HMS Tabard in Dienst. |
| Juli 1946          | Die nicht mehr fertiggestellte HMS Thor (P349) wird zur Verschrottung verkauft. |
| November 1946      | HMS Taku (N38) wird zur Verschrottung verkauft und in Llanelly abgebrochen. |
| Dezember 1946      | HMS Truant (N68) sinkt auf dem Weg zur Verschrottung. |
| Januar 1947        | HMS Trusty wird zur Verschrottung verkauft. |
| März 1947          | HMS Torbay (N79) wird in Briton Ferry (Wales) verschrottet. |
| 9. März 1947       | HMS Thrasher (N37) wird in Briton Ferry verschrottet. |
| Juni 1947          | Die nicht mehr fertiggestellte HMS Tiara (P351) wird zur Verschrottung verkauft. |
| Juli 1947          | HMS Tribune (N76) und HMS Trusty (N45) werden in Milford Haven verschrottet. |
| 4. Juni 1948       | HMS Taurus wird an die Niederlande übergeben und am selben Tag von der niederländischen Koninklijke Marine mit dem Namen Dolfijn in Dienst gestellt. Das U-Boot wird bis 1953 von der Koninklijke Marine genutzt und kehrt danach zur Royal Navy zurück. |
| 18. Juni 1948      | HMS Tapir wird an die Niederlande übergeben. |
| 12. Juli 1948      | Die niederländische Koninklijke Marine stellt die HMS Tarn (P335) mit dem Namen Zeehond in Dienst. Das U-Boot wird bis 1953 von der Koninklijke Marine genutzt und kehrt danach zur Royal Navy zurück. |
| 1950               | Zwaardvisch (ex HMS Talent (I)) wird in Zwaardvis umbenannt. |
| 12. Januar 1950    | HMS Truculent kollidiert in der Mündung der Themse mit dem Handelsschiff Dvina. Über 30 Seeleute finden den Tod. Bei einem Prozess werden dem Kommandanten der Truculent 75 % und dem Kapitän der Dvina 25 % der Schuld zugesprochen. Als Folge des Unfalls werden britische U-Boote mit einem zusätzlichen weißen Licht am Bug, dem sogenannten truculent-light, ausgestattet. |
| 14. März 1950      | Das Wrack der HMS Truculent wird gehoben und am nächsten Tag an Land gebracht. |
| 8. Mai 1950        | HMS Truculent (P315) wird als Schrott verkauft. |
| November 1950      | HMS Tantalus (P318) wird in Milford Haven verschrottet. |
| 1951               | HMS Tantivy (P319) wird im Cromarty Firth (Schottland) als Übungsziel versenkt. |
| 15. Juli 1953      | Die niederländische Koninklijke Marine stellt Zeehond außer Dienst und gibt das U-Boot an die Royal Navy zurück. |
| 7. Dezember 1953   | Die niederländische Koninklijke Marine stellt Delfijn außer Dienst und gibt das U-Boot an die Royal Navy zurück, die das U-Boot am selben Tag unter dem vorigen Namen HMS Taurus erneut in Dienst stellt. |
| 16. Dezember 1953  | Die Royal Navy stellt die HMS Tapir (ex niederländisch: Zeehond) mit dem bisherigen Namen erneut in Dienst. |
| 1954               | HMS Templar wird im Loch Striven (Schottland) als Übungsziel versenkt. |
| 15. Dezember 1954  | HMS Talent (III) wird bei einem Unfall im Trockendock beschädigt. Vier Seeleute werden getötet. |
| 14. Dezember 1955  | HMS Tradewind (P329) wird zur Verschrottung verkauft und anschließend in Charlestown abgebrochen. |
| 1956               | HMS Trump wird überholt und modernisiert. |
| 20. September 1957 | HMS Taciturn kollidiert vor Brighton mit einem Handelsschiff, wird aber nicht beschädigt. |
| 8. Mai 1956        | HMS Talent (III) wird nahe der Isle of Wight bei einer Kollision beschädigt. |
| 4. Dezember 1957   | Zwaardvis (ex HMS Talent (I)) kollidiert im Nieuwe Waterweg mit dem Frachtschiff SS Tanar und wird beschädigt. |
| 4. Dezember 1958   | Das Wrack der 1954 im Loch Striven (Schottland) als Übungsziel versenkten HMS Templar wird gehoben. |
| 19. Juli 1959      | HMS Templar (P316) wird in Troon verschrottet. |
| März 1960          | Zwaardvis (ex HMS Talent (I)) nimmt an einer internationalen Unterstützungsmission für die Opfer des Erdbebens von Agadir teil. |
| April 1960         | HMS Taurus (P339, ex niederländisch: Dolfijn) wird in Dunston-on-Tyne verschrottet. |
| 1961               | HMS Trump wird an die Royal Australian Navy übergeben, die das U-Boot bis 1969 nutzt. |
| 28. August 1961    | HMS Telemachus (P321) wird in Charlestown verschrottet. |
| 26. September 1961 | HMS Trespasser wird in Gateshead abgebrochen. |
| 1962               | HMS Tabard wird an die Royal Australian Navy übergeben, die das U-Boot bis 1968 nutzt. |
| 29. Juni 1962      | HMS Thorough wird in Dunston verschrottet. |
| 14. September 1962 | HMS Thule (P325) wird in Inverkeithing verschrottet. |
| 11. Dezember 1962  | Die niederländische Koninklijke Marine stellt Zwaardvis (ex HMS Talent (I) (P322)) außer Dienst. |
| 1. Juli 1963       | HMS Trenchant (P331) und HMS Tudor (P326) werden zur Verschrottung verkauft und in Faslane abgebrochen. |
| 12. Juli 1963      | Zwaardvis (ex HMS Talent (I) (P322)) wird zur Verschrottung verkauft. |
| 6. Dezember 1963   | HMS Tactician (P314) wird in Newport verschrottet. |
| 1964               | HMS Taciturn wird in Australien überholt und anschließend von der Royal Australian Navy eingesetzt. |
| 10. Januar 1964    | HMS Tiptoe läuft in der Mündung des Clyde auf Grund. |
| 11. Dezember 1964  | Die niederländische Koninklijke Marine stellt Tijgerhaai (ex HMS Tarn (P336)) außer Dienst. |
| 1965               | HMS Truncheon und HMS Turpin werden an Israel verkauft. |
| 5. Juni 1965       | HMS Teredo (P338) wird in Briton Ferry verschrottet. |
| 13. Juli 1965      | HMS Tiptoe wird bei einer Kollision beschädigt. |
| 5. November 1965   | Tijgerhaai (ex HMS Tarn (P336)) wird zur Verschrottung verkauft. |
| Dezember 1966      | HMS Tapir (P335, ex niederländisch: Zeehond) wird in Faslane verschrottet. |
| 1967               | Die Israelische Marine stellt HMS Truncheon mit dem Namen Dolphin und HMS Turpin mit dem Namen Leviathan (לויתן) in Dienst. |
| 10. Februar 1967   | HMS Tally-Ho (P317) wird in Briton Ferry (Wales) verschrottet. |
| 10. November 1967  | Die Israelische Marine stellt HMS Totem mit dem Namen Dakar (דקר) in Dienst. |
| 1968               | - HMS Tireless (P327) wird in Newport verschrottet. - HMS Trump kehrt von Australien nach England zurück. |
| 26. Januar 1968    | Die israelische Dakar (ex HMS Totem) geht während der Überfahrt von Großbritannien nach Israel im östlichen Mittelmeer unter ungeklärten Umständen verloren. |
| 29. August 1969    | HMS Tiptoe wird als letztes aktives britisches T-Klasse-U-Boot außer Dienst gestellt. |
| 1. Februar 1970    | HMS Talent (III) (P337) wird in Troon verschrottet. |
| März 1970          | HMS Token (P328) wird in Cairn Ryan (Schottland) verschrottet. |
| 3. Juli 1970       | HMS Thermopylae wird in Troon verschrottet. |
| 1. August 1971     | HMS Trump (P333) wird in Newport verschrottet. |
| 8. August 1971     | HMS Taciturn (P334) wird in Briton Ferry abgebrochen. |
| Dezember 1973      | Leviathan (ex HMS Turpin, P354) wird als Torpedoübungsziel versenkt. |
| 2. Januar 1974     | HMS Tabard wird zur Verschrottung verkauft. |
| 14. März 1974      | HMS Tabard (P342) wird verschrottet. |
| 1975               | Die israelische Marine stellt Dolphin als weltweit letztes Boot der T-Klasse außer Dienst. |
| 1977               | Dolphin (ex HMS Truncheon, P353) wird in Israel verschrottet. |
| 1979               | HMS Tiptoe (P332) wird in Portsmouth verschrottet. |
| 26. Mai 1999       | Das Wrack der Dakar (ex HMS Totem, P352) wird in 3000 Metern Tiefe entdeckt. |